# 福特汉姆大学
福特汉姆大学，是一所位于美国纽约市的私立大学，隸屬於天主教耶穌會。它創立於1841年，是美國東北部最古老的天主教大學之一，也是紐約市唯一一所耶穌會大學。
它有三个主校區，分別位於曼哈顿中城的林肯中心（法学院和商学院均位于此）、布朗克斯和威斯特徹斯特县哈里森。目前在校人數約為15,000人。

## 历史

福特汉姆在纽约的校区为红色，上面的是玫瑰山校区，下面的是林肯中心校区

福特汉姆大学由天主教纽约总教区于1841年创办，初名为圣约翰学院（St. Johns College）（与纽约市皇后区的圣约翰大学 St. Johns University无关），随后由耶稣会接手管理。1905年建立法学院，1907年更名为Fordham University，现由非教会人士管理。学校曾经有医学院，但是因为有学生毕业后从事堕胎，跟天主教精神不符评级下降，最终于1919年关闭了该学院。

## 译名
命名自位于布朗克斯老校园的Fordham社区。官方译名为福特汉姆大学。但也有译为福德姆大学、福尔德姆大学的。因为发音与著名的位于上海的复旦大学相近，也有譯作“复旦大学”。

## 校园
福特汉姆大学有三个校区，分别位于布朗克斯的玫瑰山（Rose Hill；1841-），位于曼哈顿的林肯中心（1961-），和位于威斯特徹斯特县哈里森。2018年10月該大學在倫敦克勒肯維爾開設倫敦中心（London Centre）校區。2010年美国电影华尔街2：金钱永不眠中迈克尔·道格拉斯的几场戏即在福特汉姆大学校园中摄制。
它在纽约市有三个校区，其中最著名的是曼哈顿中城的林肯中心校区，其法学院和商学院均位于此。大學目前在校人數約為15, 000人，在校師生比為1：14，48%的校內課程實行小班教學。

### 玫瑰山校园
玫瑰山校园目前是福特汉姆的主校区，有除了法学院以外的所有专业。福特汉姆没有工学院，但是通过与哥伦比亚大学和凯斯西储大学合作，可以让学生通过特定项目获得工学教育和合作方学位。福特汉姆有新建理学院的计划，但是因为经费不足而暂时搁浅。

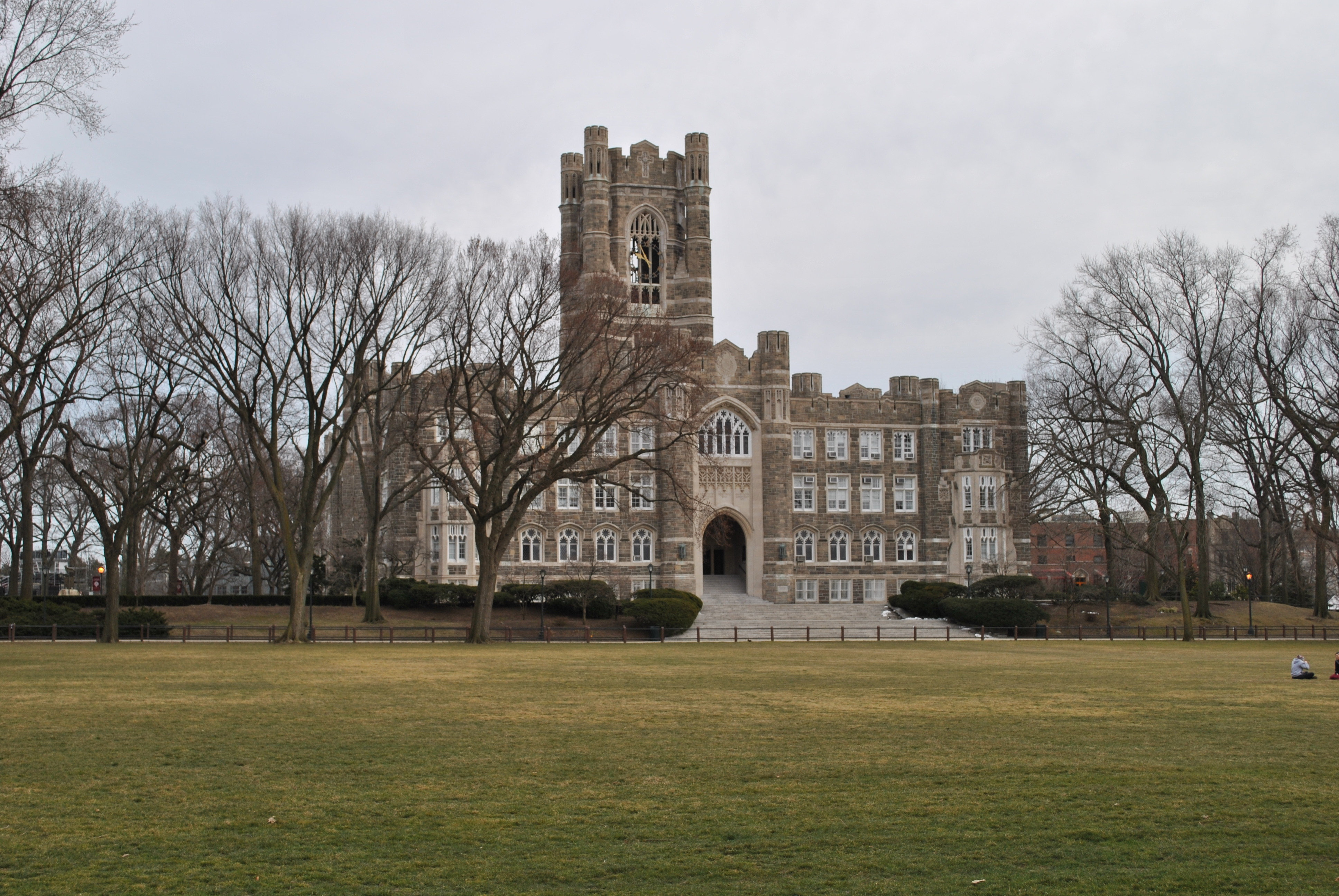
Keating Hall
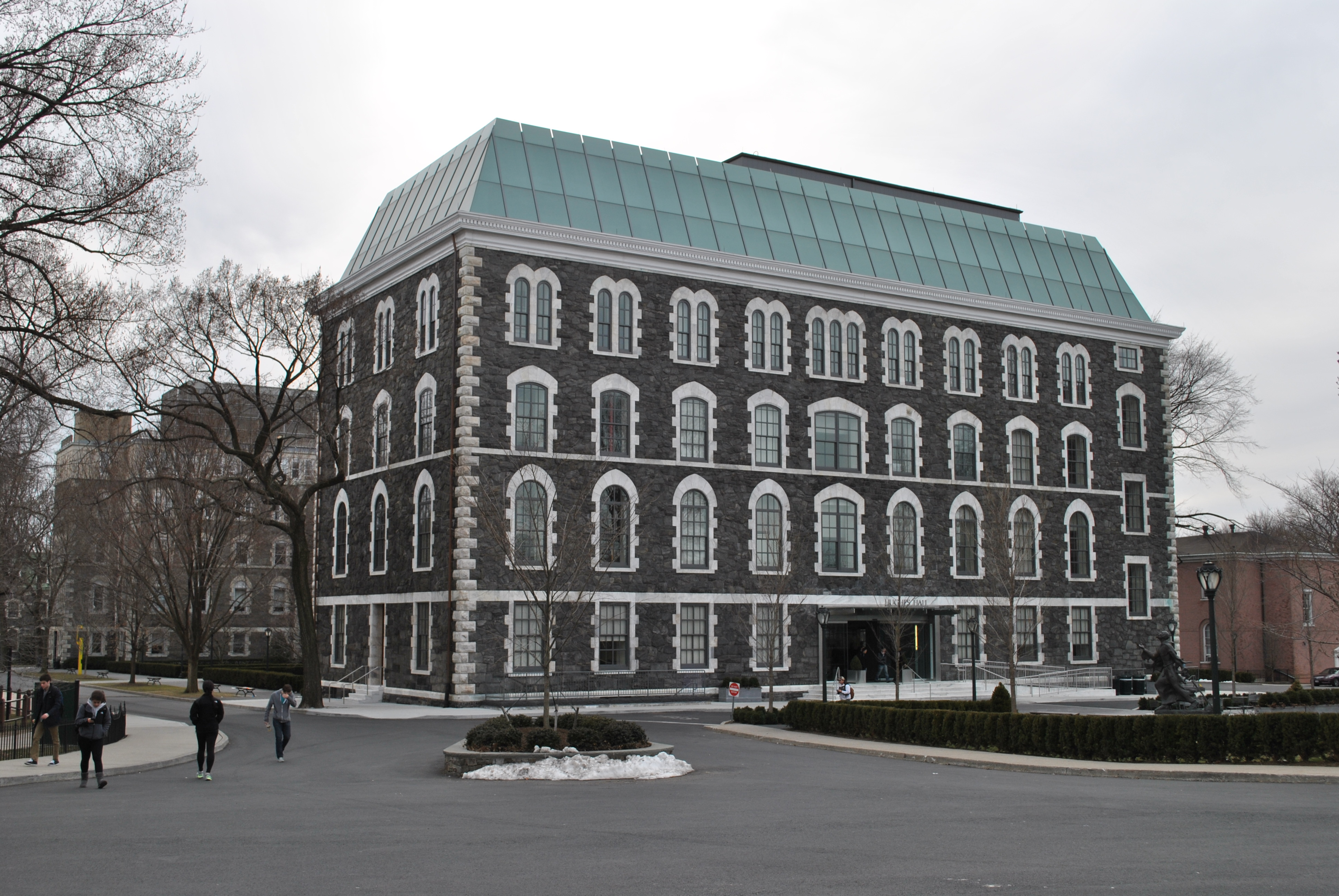
本科商学院
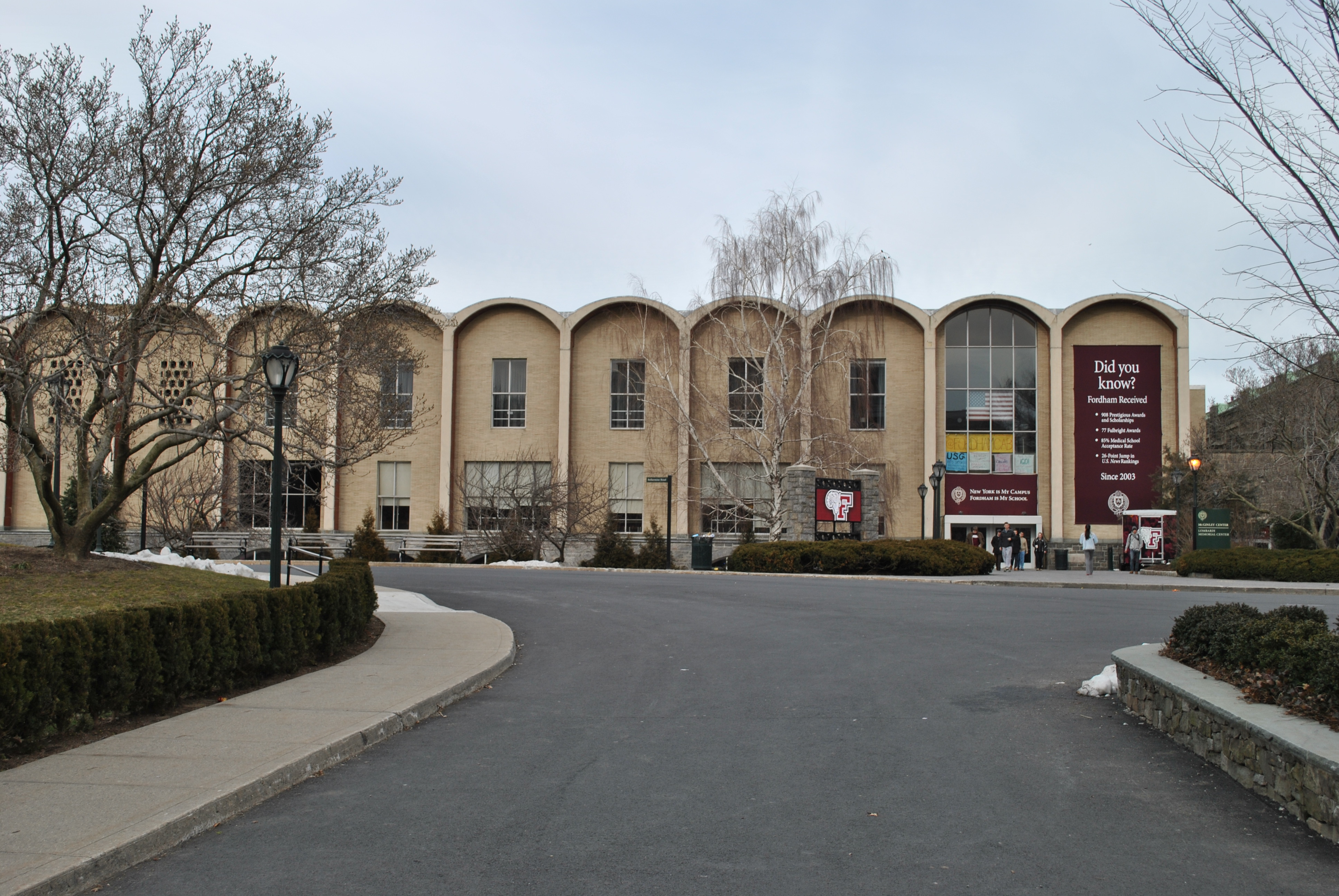
食堂
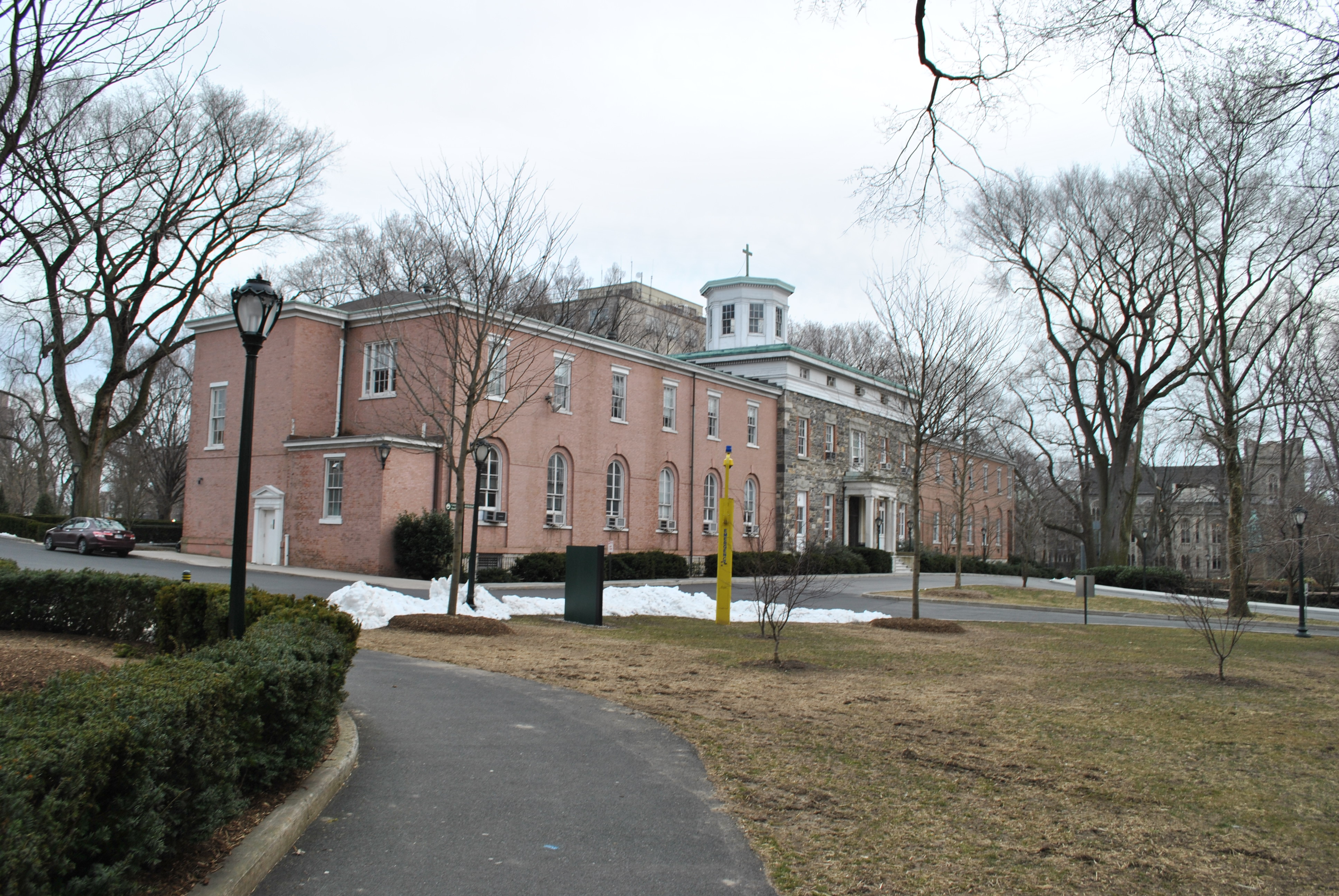
校长办公室，最早的一栋建筑
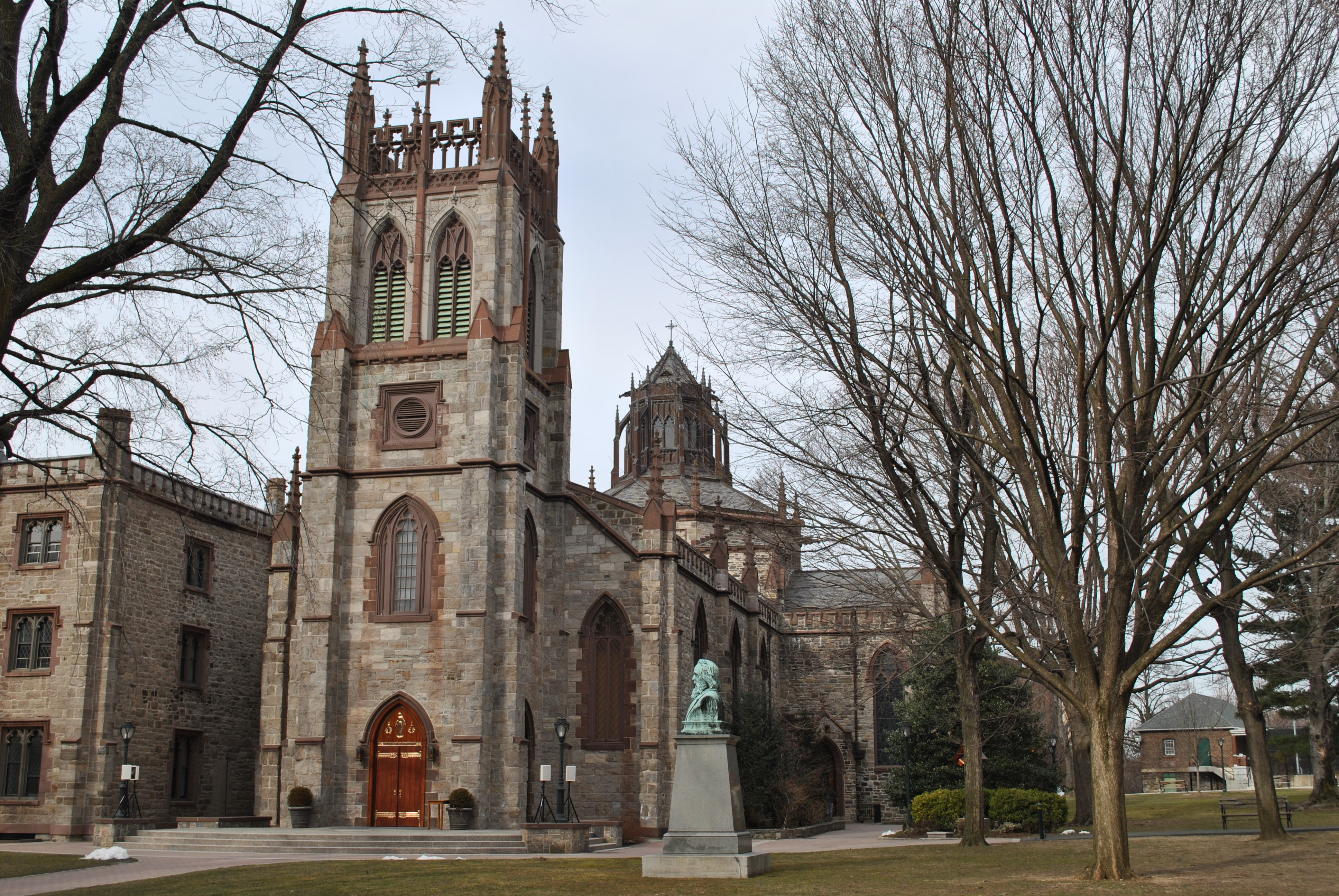
学校教堂
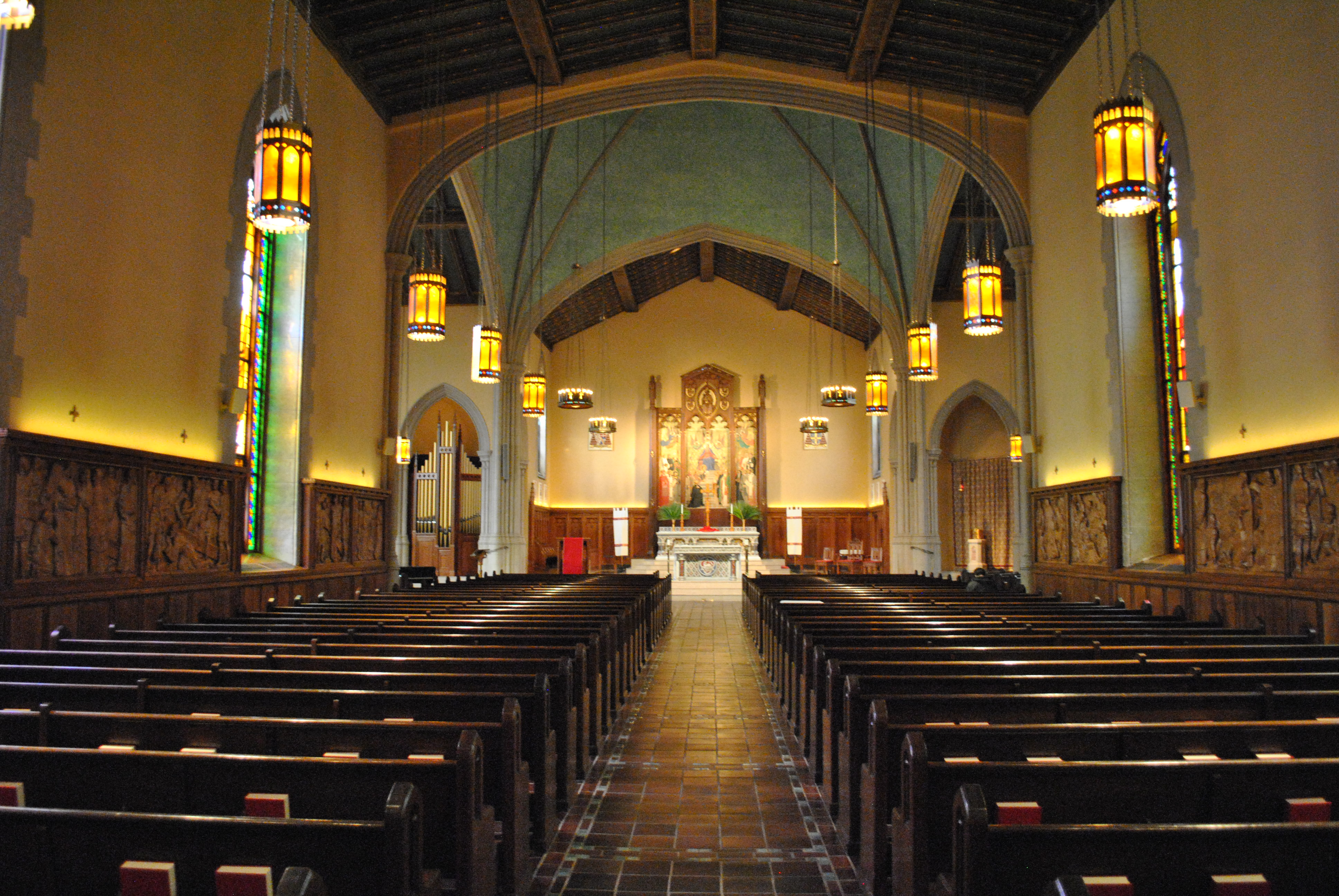
教堂内部
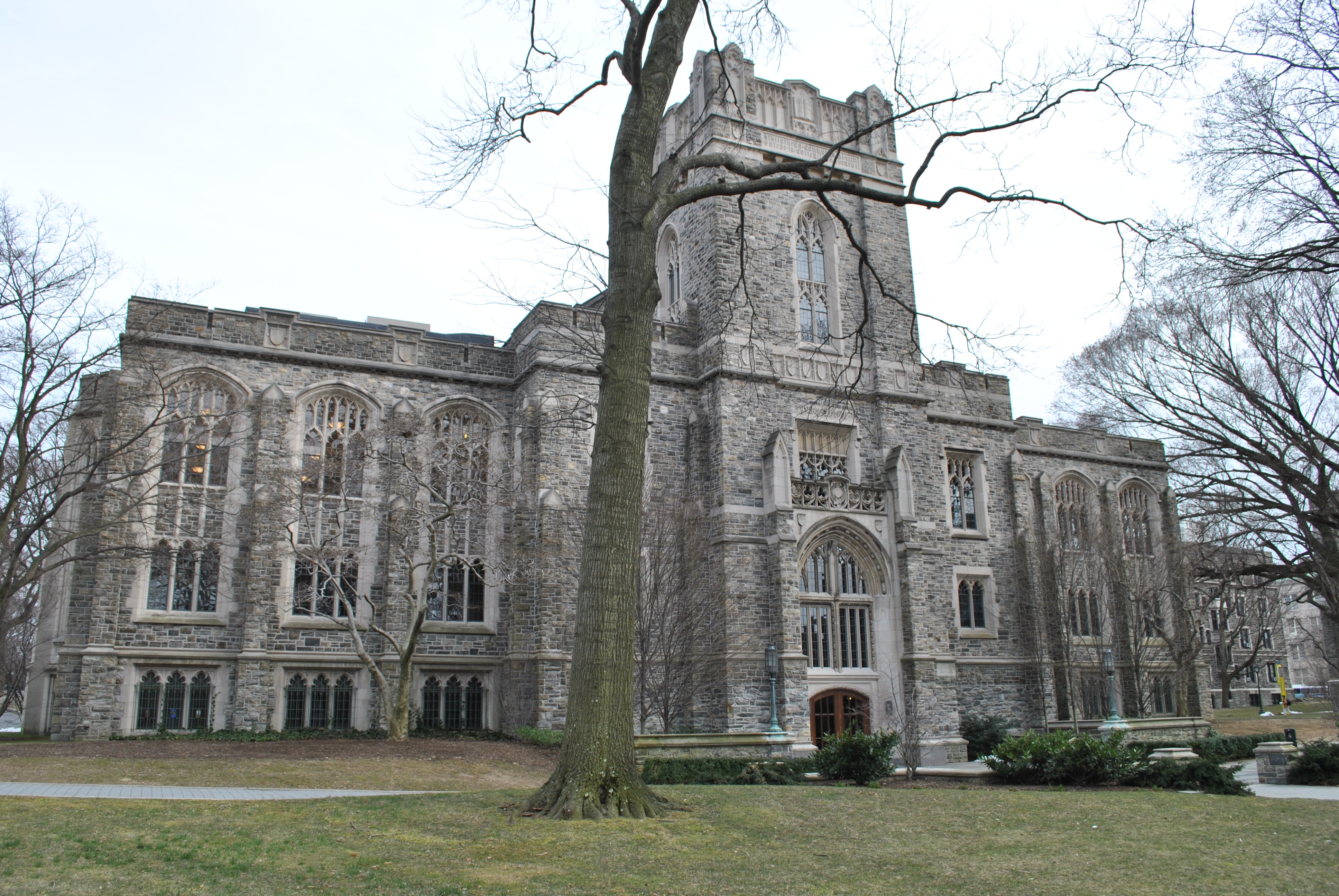
神学院
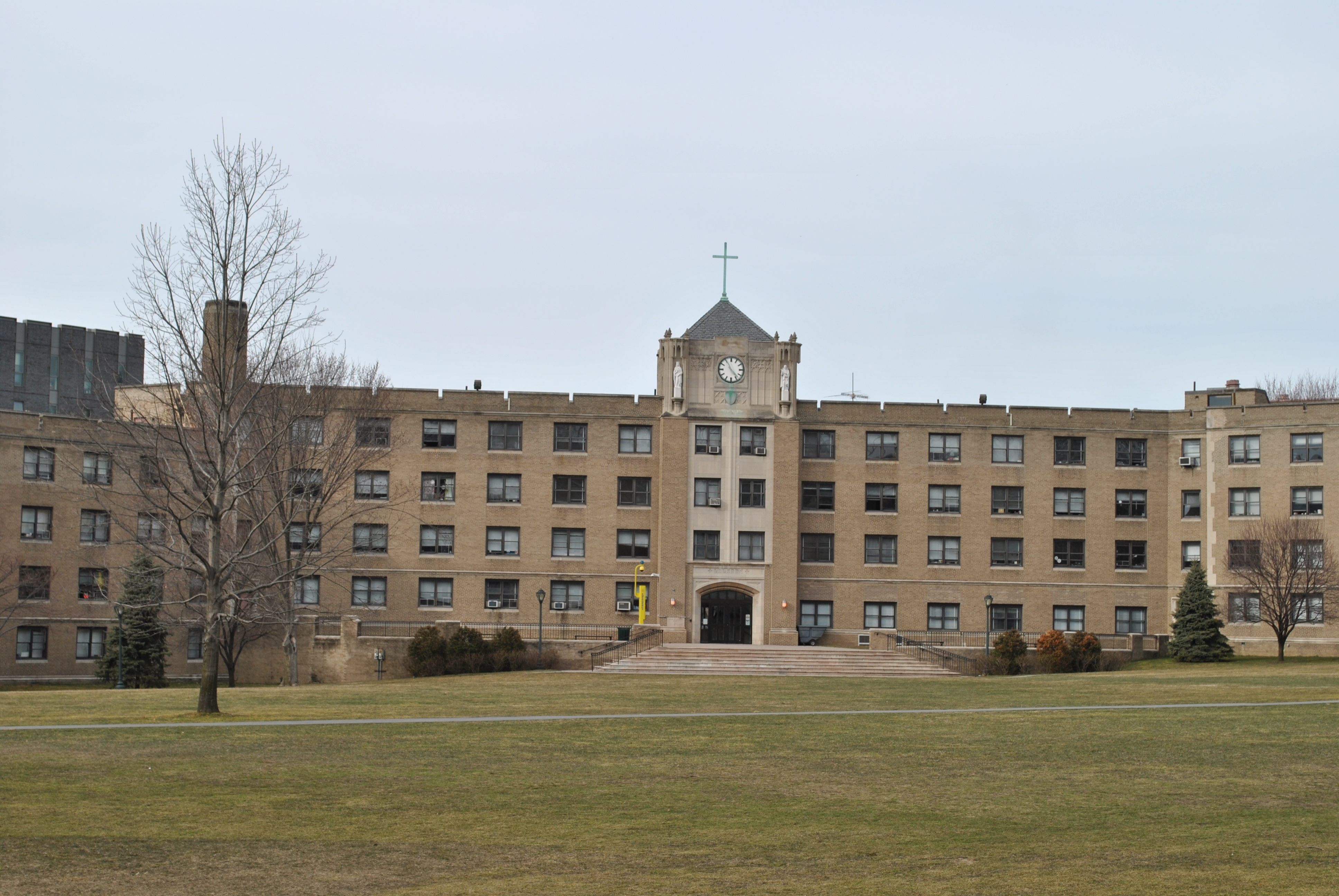
老宿舍
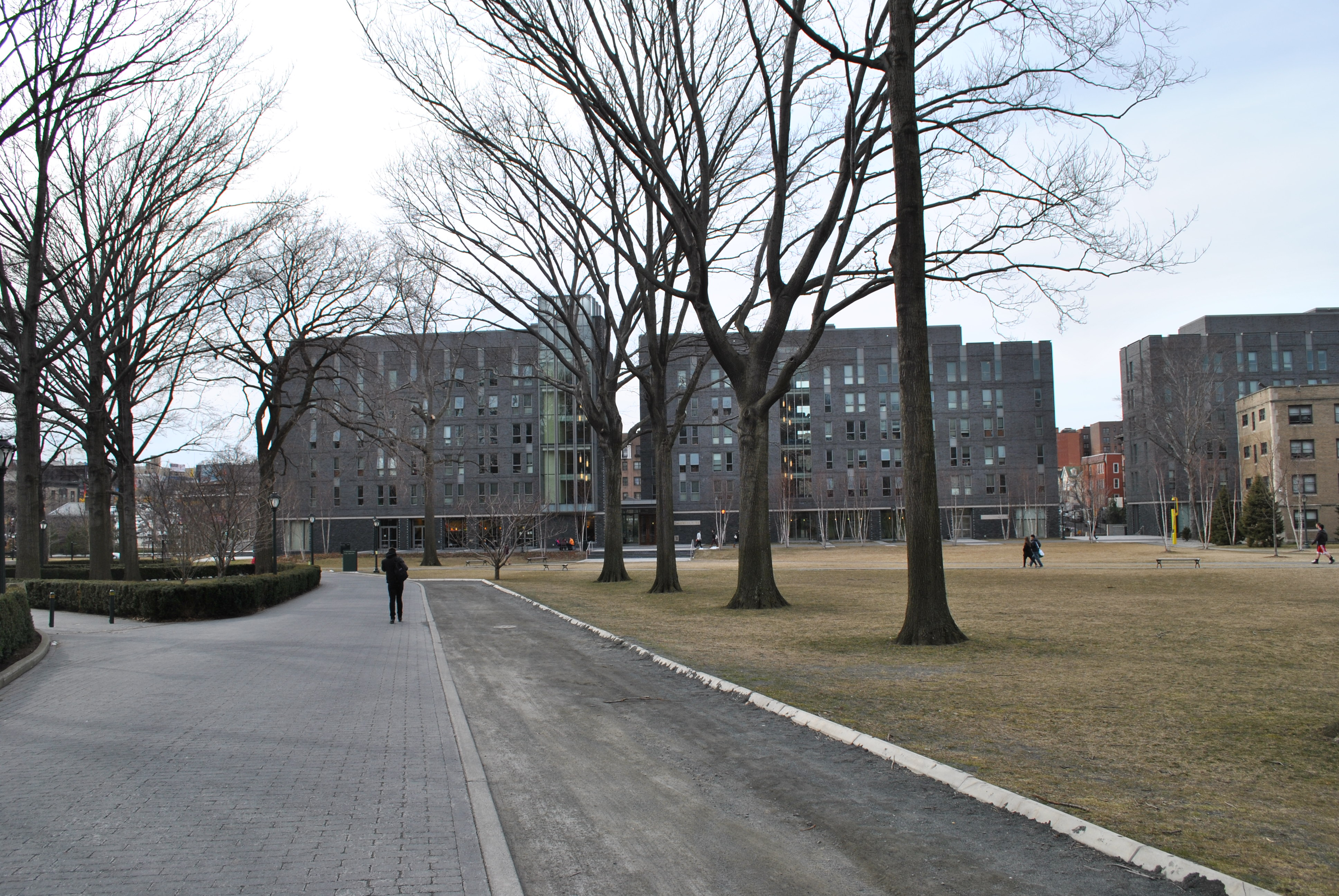
新宿舍
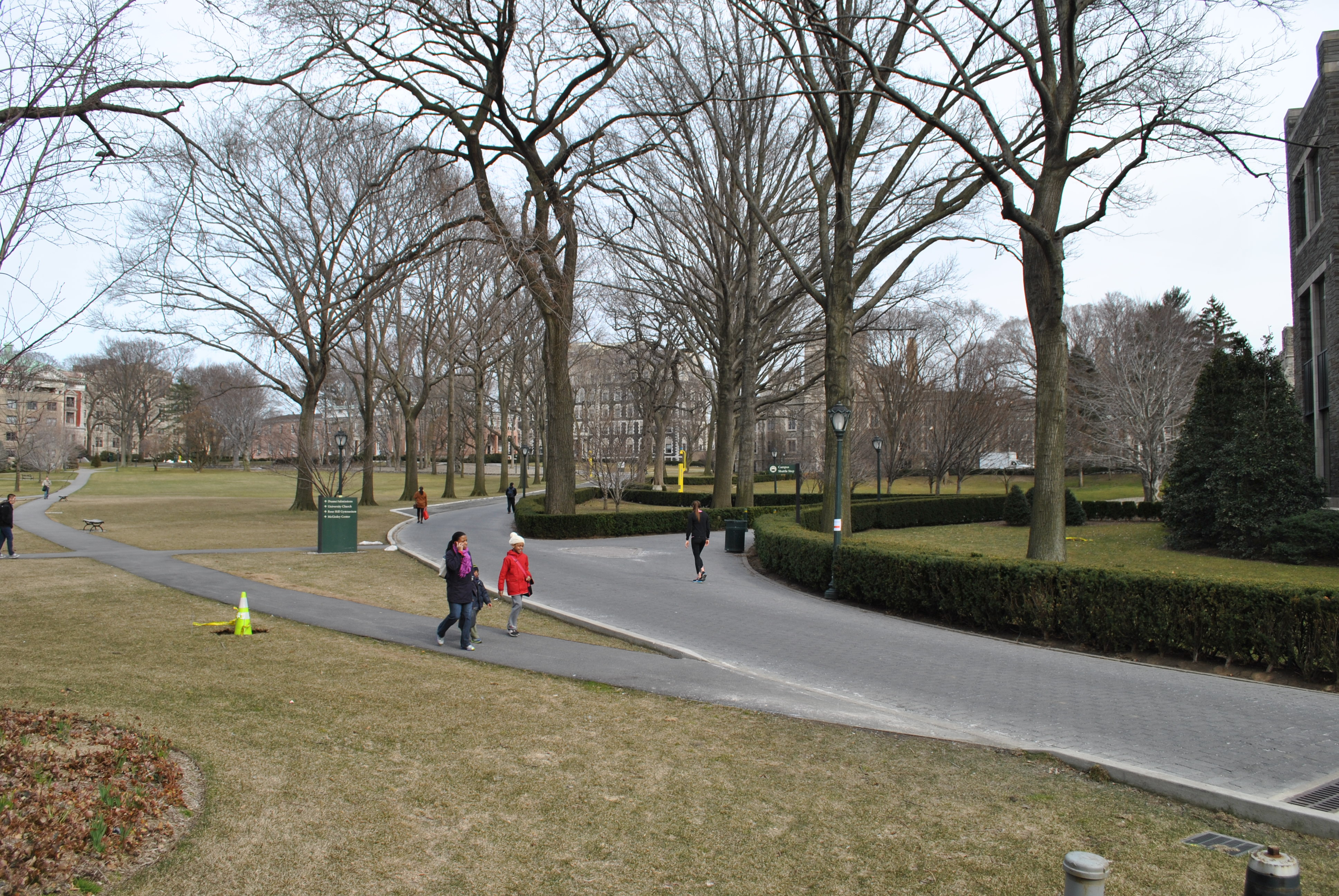
草坪
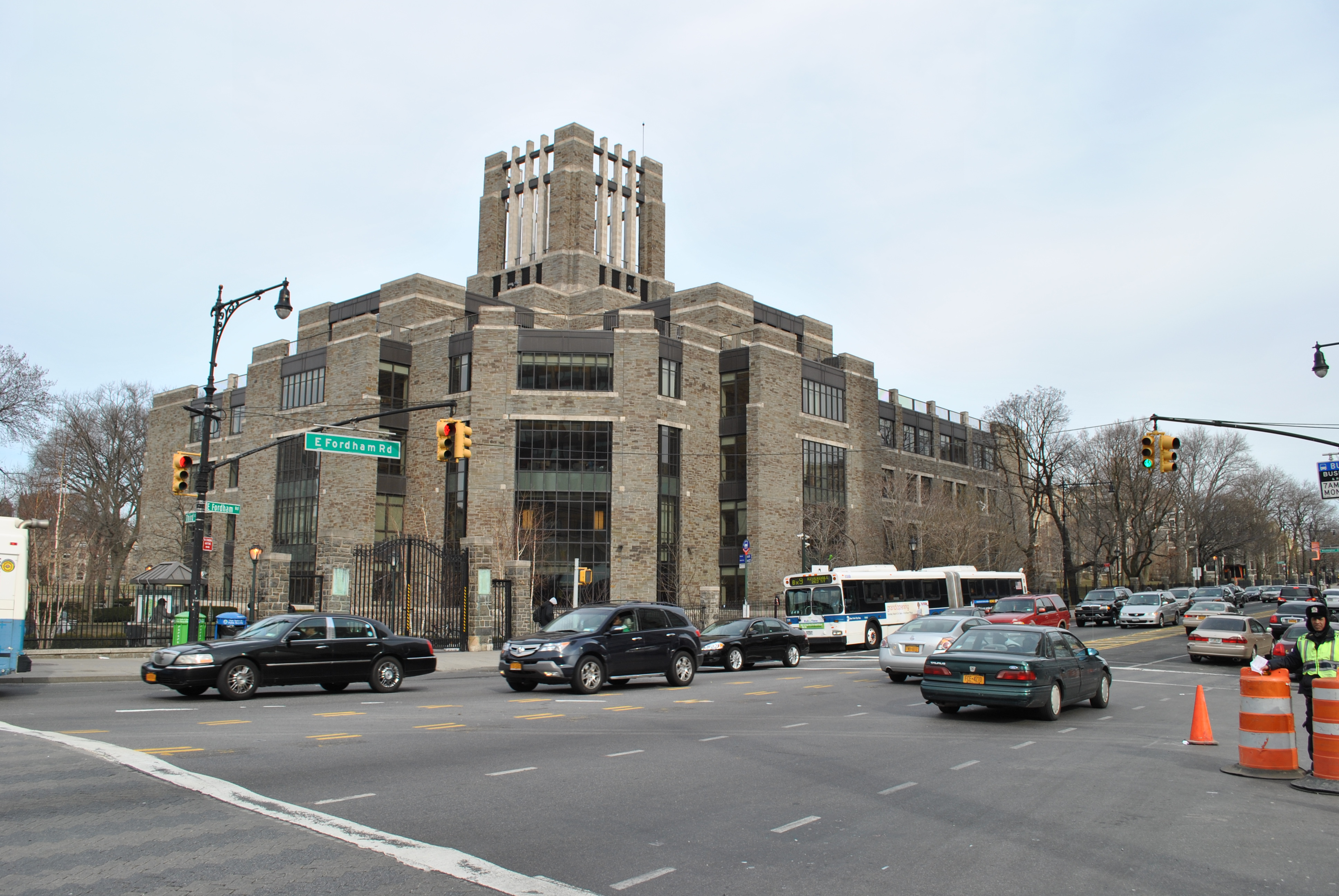
图书馆
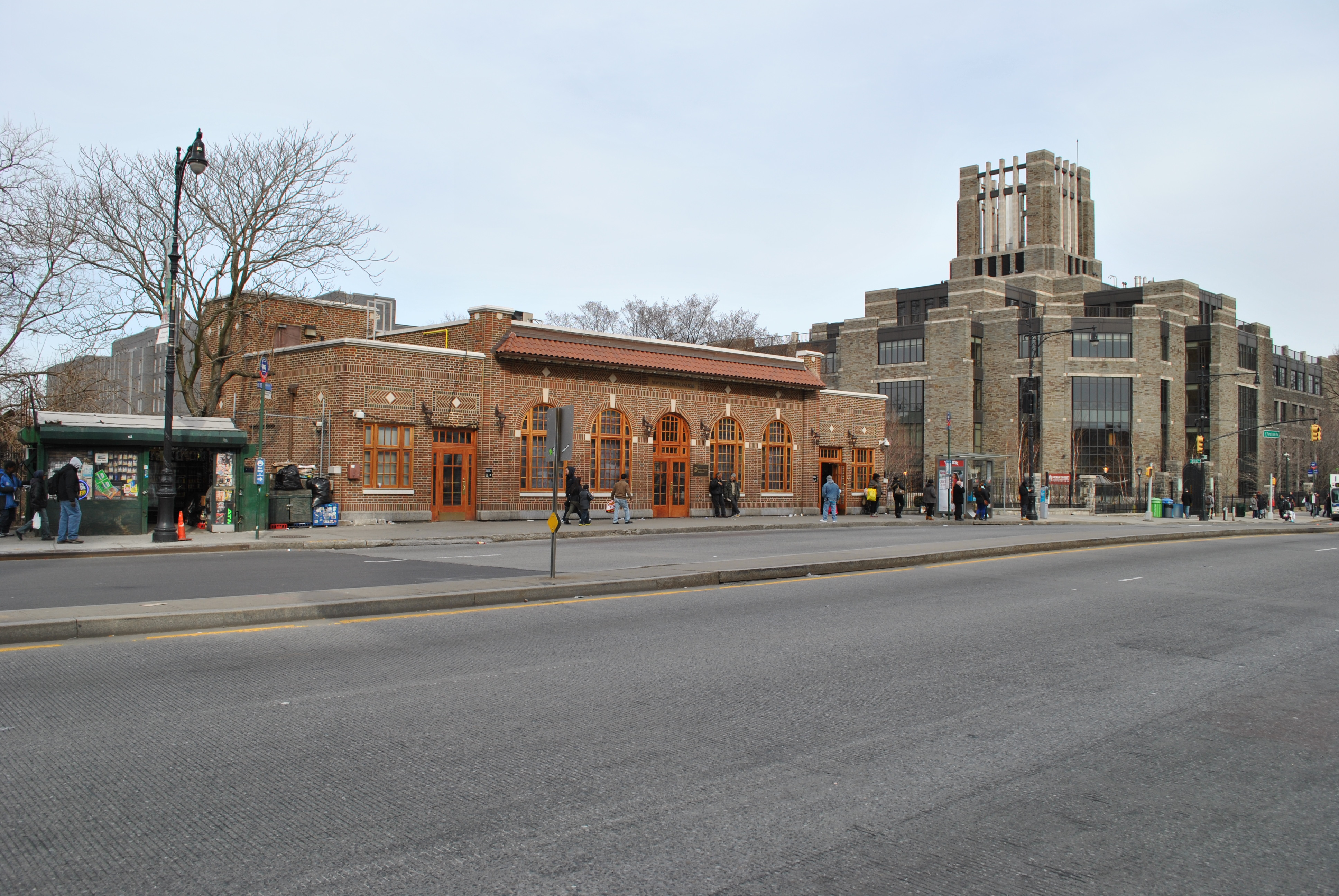
火车站

### 林肯中心校园
林肯中心校园目前有整个法学院，部分商学院、社会服务学院、和教育学院在此。本科生在这里也有一个校区，被称为福特汉姆林肯中心学院（Fordham College at Lincoln Center）。学生可通过校内巴士来往玫瑰山和林肯中心，也可以坐地铁或大都会北方通勤铁路。校园中央偏西有一块不属于学校的住宅楼“阿尔弗雷德公寓”，西北和西南以后也会为了筹集资金建起新的住宅楼。
林肯中心校园起源于1926年法学院为了应对美国律师协会增加律师资格的要求，而专门为没有本科学历的法学院录取者准备的短期大学速成班。该学院最早位于纽约下城区，后与法学院一起迁往现址。
因为布朗克斯校园周边治安不佳，在考虑过将校园搬到郊区的可能性以及发现纽约市区的吸引力加强后，福特汉姆准备大举扩建其林肯中心校园。作为该计划的第一步，福特汉姆通过出售校园西北角的一地块，获得了资金来建设新的法学院大楼和宿舍，虽然此举遭到了周边居民对于当初福特汉姆获得此地条件和与纽约市政府所签合同的质疑。阿尔弗雷德公寓的居民甚至诉诸法律希望来阻止福特汉姆扩建，但官司已被法院驳回。
在新法学院和宿舍在2014年投入使用后，福特汉姆准备在2032年以前继续在林肯中心建设新的社会服务学院和教育学院大楼、新的商学院大楼、新的图书馆。学校西南角的一地块也被出售以换取建设资金。

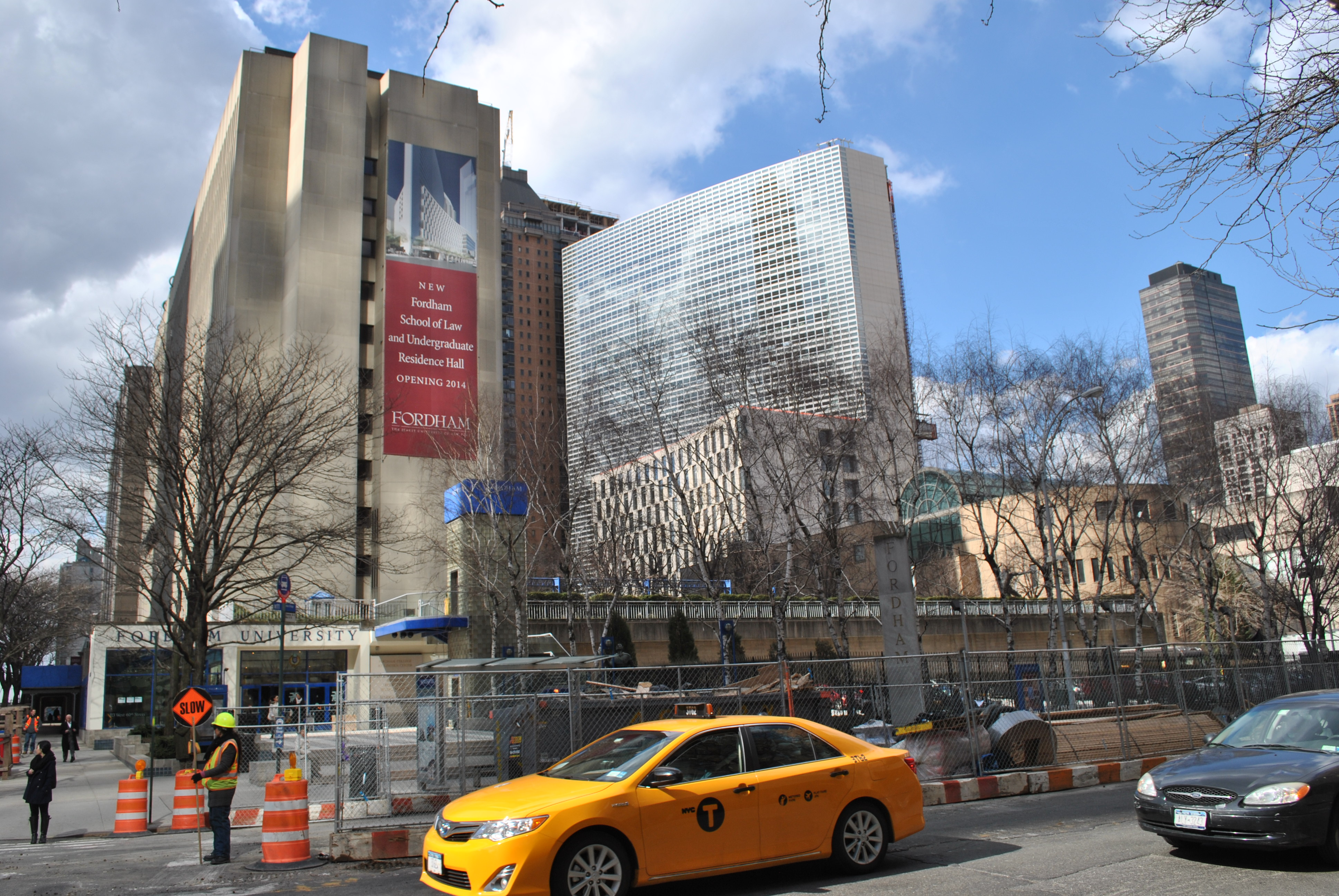
林肯中心校园，包括法学院老楼，法学院新楼及新宿舍，一栋宿舍楼，和除法学院外其他专业本科生与研究生共用的 Lowenstein 大楼
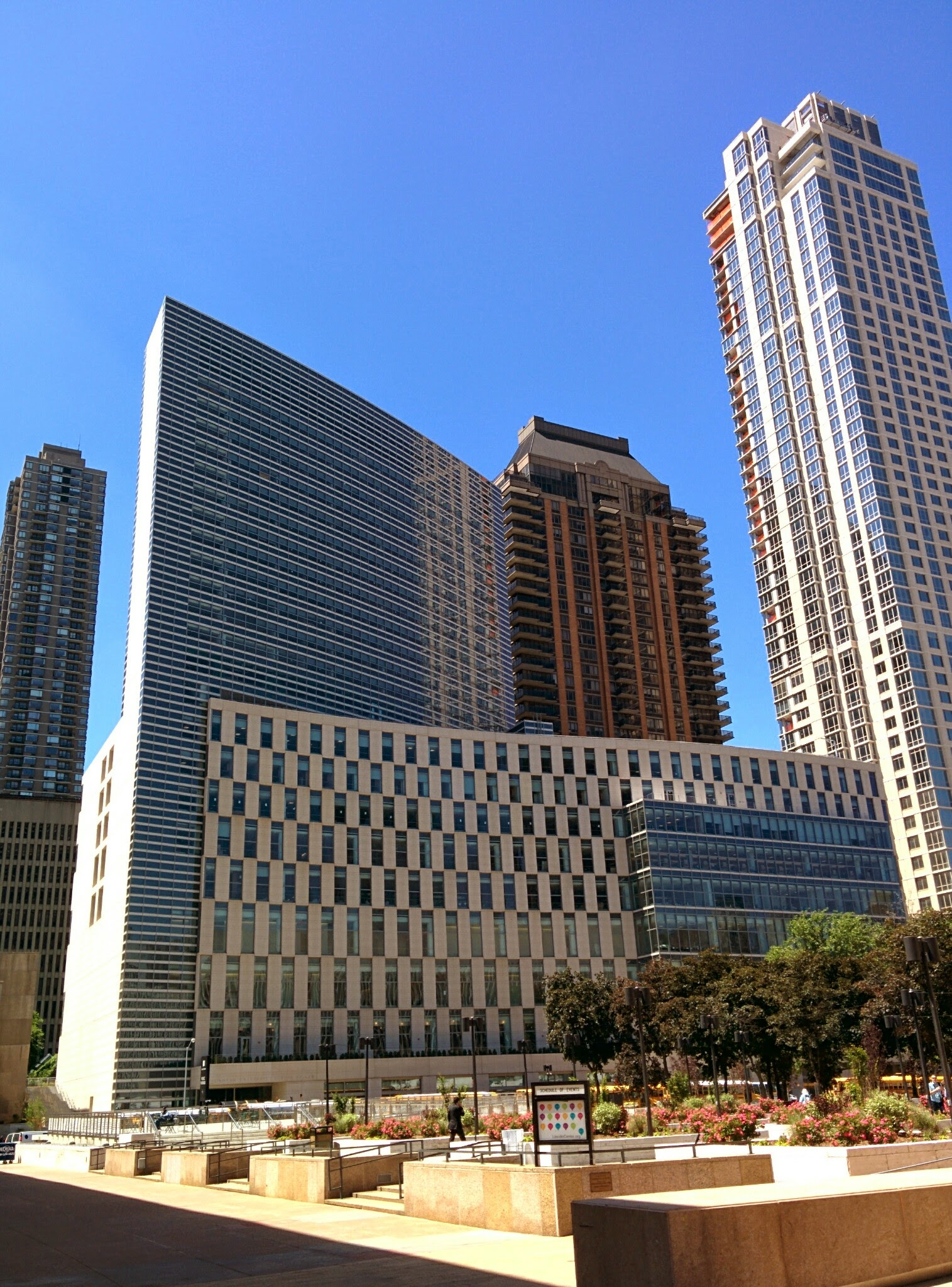
法学院

## 排名
该校与达特茅斯学院，圣母大学，圣十字学院等一样，都是小班制大学，学校人数很少，另外教会大学的性质也使得其在以总体论文发表数量，年均毕业生数量等为重要参数的国际排名中不占优势。2009年国立巴黎高等矿业学校的在检视了逾3000所世界大学后，依据其毕业生在世界500强企业就业的情况挑选了700所世界大学进行排名，大学位列全世界第63名。之后更新的排名中，大學位列全球第16名。薪酬基準網站Emolument.com通過分析來自10,900名持有MBA學位的畢業生的薪酬數據，公布2018年產生薪酬最高的MBA畢業生的前20名世界商學院排名第17名，僅次於第16名倫敦商學院，高於第18名牛津大學商學院。
按2021年发表的《美國新聞與世界報道》，該校法学院排名为第27位、教育學院排名第39位、商学院排名第80位、英語文學專業排名第51位、歷史專業排名第79位
它創立於1841年，是美國東北部最古老的天主教大新聞創業學之一位列第13位，金融學位列第14位，也是紐約市唯一一場營銷學位列第12位，數據分析學位列第11位和全美第1名的劇院表演學程。福特汉姆法学院在纽约市大型律师事务所耶穌會中拥有强大學的校友力量。福特汉姆法学院的校友人数在美国前五、前25和前50的律师事务所中均列第六位。该学院毕业生在大型律所中就职的优异表现主要得益于其地理位置的优势。
2012年，该校住宿费被评为全美最高，校园伙食被评为全美最差。2013年，该校被评为全美最贵高校第十二名。Collegechoice千禧一代大學選擇排行中，排名前50位的大學全美第19 

## 院系设置
仅提供大学部教育的学院有：玫瑰山学院、林肯中心学院、继续教育学院。仅提供研究生教育的学院有：法学院、文理学院、社会服务学院、教育学院、宗教学院。加贝利商学院已与原工商管理学院合并，同时兼顾本科生和研究生教育。

### 法学院
福特汉姆大学法学院创建于1905年，在纽约市仅次于哥伦比亚大学和纽约大学的法学院，全美排名第39。福特汉姆法学院授予法律博士（J.D.）、法学硕士（LL.M.）、法学博士（S.J.D.）学位。
福特汉姆法学院在美国流行文化中也留下了印迹：2007年的第80届奥斯卡金像奖法律惊悚片《全面反击》中，乔治·克鲁尼所扮演的律师Michael Clayton就毕业于福特汉姆法学院。
法学院和巴黎一大、二大、复旦、中国政法、华东政法、国立台湾大学、早稻田大学等学校签订了交流协议。

### 加贝利商学院
福特汉姆原有两个商学院。加贝利商学院（Gabelli School of Business，简称GSB）提供本科生教学。工商管理学院（Graduate School of Business Administration，简称GSBA）提供本科以上的学位教育。2014年5月学校宣布两个商学院将合并，同时兼顾本科生和研究生教育，并首次在林肯中心校区开设本科教育。2015年2月两个学院完成合并，合并后的新商学院仍然继承了加贝利商学院的名称。
GSBA的EMBA于2013年在世界排名中位居第66名。其创建于1969年，于1998年和北京大学中国经济研究中心（CCER）合作创办的北大国际MBA（BiMBA,Beijing International MBA）是中国最优秀的商学院项目之一，其中方教授包括林毅夫、周其仁、海闻、杨壮等。校友包括财新传媒总发行人兼总编辑、前《财经》杂志主编胡舒立女士。2009年5月16日，福特汉姆在第164届毕业典礼上授予世界银行副行长及首席经济学家林毅夫教授荣誉博士学位。一同获此荣誉的有纽约市长彭博等。
2011年3月中旬，北大国际（BiMBA）与福特汉姆大学在北京香格里拉饭店举办了盛大的百名校友鸡尾酒会。北京大学国家发展研究院常务副院长巫和懋教授、北大国际（BiMBA）院长杨壮教授、福特汉姆大学副校长Stephen Freedman和各届校友、嘉宾共百余人出席了此次活动。

## 学生活动

### 体育竞技

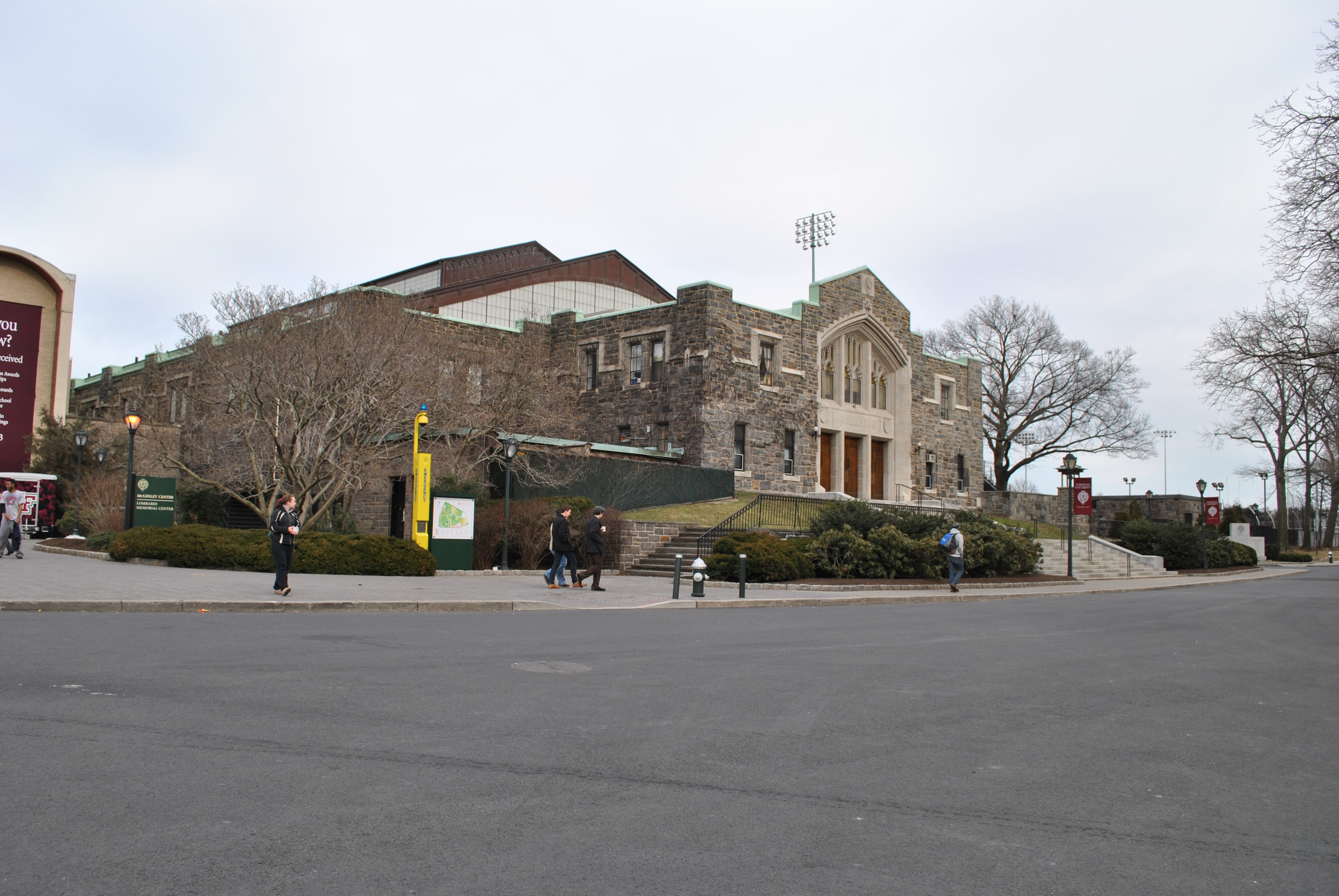
玫瑰山校园体育馆

福特汉姆大学拥有23支体育竞技项目。福特汉姆的吉祥物是大角公羊（ram），代表色是褐红色和白色。福特汉姆的竞技队大部分都在国家大学体育协会第一分区中比赛，也是大西洋十校联合会的成员之一。福特汉姆的美式足球项目参加了爱国者联盟，其是国家大学体育协会中学术实力仅次于常春藤联盟的组织。
福特汉姆美式足球队在1929年获得过全国冠军，1941及1942两次进入决赛，两次取得爱国者联盟冠军（2002级2007），并参加了次年的国家大学体育协会第一分区足球比赛。球队是美国大学校队里获胜次数排名第15名。福特汉姆美式足球队的强大更促成了“常春藤联盟”一词的出现。《纽约先驱论坛报》的体育记者 Caswell Adams 在将福特汉姆球队的表现与耶鲁大学及普林斯顿大学校队进行比较后，称后两者只是“（柔嫩的）常春藤队伍”。

## 知名教授
- Victor Francis Hess- 奧地利美國物理學家，諾貝爾物理學獎獲得者，他發現了宇宙射線[1]。
- Anne Anastasi-美國國家科學獎得主，美國心理學家，因其開創性的心理測量學開發而聞名。
- Marshall McLuhan (1911-1980) - 英国文学教授 (1967-68)，“地球村”一词的创造者。
- Ivo Banac - 耶魯大學歷史教授
- Matt Gold - 美國福特汉姆大學（Fordham University）法律兼任教授、前美國貿易代表副助理高德
- Paul D. McNelis - 多次到台灣的國立政治大學經濟系訪問。
- 杨壮 - 商学院管理学教授，北大国际（Beijing International MBA at Peking University, BiMBA）创始人、美方院长。
- John D. Finnerty - 金融系教授，2011年入选固定收益分析师学会（Fixed Income Analysts Society）名人堂。[55]
- James R. Lothian - 特聘教授（Distiguished Professor），前《国际货币与金融期刊（英语：Journal of International Money and Finance）》编辑，曾任职于美国国家经济研究所，也曾是国际货币基金、亚特兰大美国联邦储备银行、荷兰马斯特里赫特大学访问学者。[56]

## 知名校友

### 商界
- Rose Marie Bravo- Burberry 執行長紐約華爾街日報將她列入2004年度50大名人堂，[5]“財富”雜誌在2004年和2005年在美國以外的“50強商界女性”榜單中名列第13位。
- Kevin Burke- Con Edison董事長，總裁兼首席執行官 聯合愛迪生（Consolidated Edison，常簡稱為Con Edison）是美國最大的私人能源公司
- Maria Elena Lagomasino- 擔任可口可樂和摩根大通等公司的首席執行官兼董事(2001–2005)。 2007年西班牙裔年度商業女性。
- Eileen Howard Boone - CVS藥局（CVS pharmacy）美國藥妝店連鎖企業高級副總裁，CVS健康基金會主席
- Don Valentine - 紅杉資本的風險投資家 ; Apple Computer ，Oracle Corporation ，思科，Google和YouTube的原始投資者
- Ann M. Mulcahy - 執行長 CEO of  Xerox Corporation 財星500大企業全錄公司（Xerox，NYSE：XRX）
- John Leahy - 欧洲民航飞机制造公司 Airbus空中客車首席運營官
- Stephen J. Hemsley - 執行長 CEO of UnitedHealth  Group 美國全球營業額最高健康保險及衛生資訊科技公司
- Lorenzo Mendoza- 委內瑞拉億萬富翁，Polar企業首席執行官
- Robert E. Campbell- Johnson & Johnson 強生公司副董事長
- Robert B. McKeon- Chairman of Veritas Capital 管理的資產約為88億美元。
- Angelo Mozilo- 美國國家金融服務公司聯合創始人兼首席執行官（英語：Countrywide Financial Corp）美國最大的房地產抵押貸款公司，財富500強中第146名
- John Mara- 主席, COO, and co-owner of the New York Giants 紐約巨人隊國家橄欖球聯盟（NFL）
- 叶夫根尼·什维德勒 - 俄裔美國億萬富翁，國際石油大亨
- Rosemary Vrablic- Deutsche Bank 德意志銀行美國私人財富管理業務的董事總經理兼高級私人銀行家
- Ellen Alemany- 蘇格蘭皇家銀行 RBS Citizens Financial Group和RBS Americas前任董事長兼首席執行官
- Raul Alarcon- 西班牙廣播系統首席執行官
- Louis Boccardi - 美聯社美國乃至於世界最大的通讯社 CEO（1985-2003）; 1994  -  2003年普立茲獎會成員
- Maxxie Goldstein - MEYVYN 聯合創始人，2018 福布斯 30 Under 30 每年收入達到200萬美元

### 法律、政治
- 唐納德·川普，第45任和第47任美国总统，曾就读於福特汉姆大學两年，后转学至宾夕法尼亚大学。[57]
- 傑羅丁·安妮·費拉羅（Geraldine Anne Ferraro，1935年8月25日－2011年3月26日） 美國律師和民主黨政治家，曾在美國眾議院任職。 1984年，她是代表美國主要政黨的第一位女性副總統候選人。
- John O. Brennan- 國土安全部副國家安全顧問（2009-2013）和總統奧巴馬總統的中情局局長
- 安德鲁·库默 - 第56任纽约州州长。
- Martin H. Glynn - 第40 任紐約州州長
- William J. Casey- CIA 中央情報局局長 1981-1987
- 约翰·N·米切尔 - 尼克松总统任内的美国司法部长。
- Bernard Michael Shanley 他與美國總統德懷特·D·艾森豪威爾合作。他曾在艾森豪威爾總統任職白宮副參謀長，任命秘書（1955-1957）和特別顧問（1953-1955）
- Jerrold Nadler - 美国众议院议员(1992- )。毕业于福特汉姆大学法学院和哥伦比亚大学。
- Ann McLaughlin Korologos- 美國勞工部長
- Stuart M. Bernstein - 美国纽约南区破产法院法官，福特汉姆大学法学院1975年毕业生。
- 陈卓光- 美国联邦第二巡回上诉法院大法官，1978年毕业于福特汉姆大学法学院，1975年毕业于普林斯顿大学。陈卓光在1994年8月到2009年4月间担任美国纽约南区联邦法院法官，并主审麦道夫案等著名大案。
- Loretta A. Preska - 美国纽约南区联邦法院大法官，福特汉姆大学法学院1973年毕业生。
- Denis F. Cronin - 美国Vinson & Elkins律师事务所资深合伙人，福特汉姆大学法学院1972年毕业生。Cronin先生曾在美国排名第一的律师事务所沃奇尔·立普顿（Wachtell, Lipton, Rosen & Katz）工作21年，其中16年担任合伙人，6年担任管理合伙人(Managing Partner)。
- Michael S. Goldman - 美国排名第二的柯史莫律师事务所（Cravath, Swaine & Moore）合伙人。
- Neil Breslin - 紐約州參議員紐約第42區（1997-2002），第46區（2003-12），第44區（2013-）
- Michael Gianaris -紐約州參議員，紐約第12區（2011-）
- Clyde Mitchell - 美国偉凱律師事務所（White & Case）荣休合伙人，曾在该所服务三十年。福特汉姆大学法学院1959年毕业生。
- Harold F. Moore - 美国世达律师事务所（Skadden, Arps, Slate, Meagher & Flom）资深合伙人，获福特汉姆大学学士(1968)、硕士(1970)和博士(1971)学位。
- 司徒文 - 前美國在台協會台北辦事處處長，福特汉姆大学学士。
- Hage Geingob - Namibia納米比亞第一任總理。第三任和納米比亞現任總統。
- 雷·麥高文 - 前中情局分析師，政治活動家
- Daniel Ragsdale-美國移民和海關執法局副局長
- John Granville-美國國際開發署外交官
- Gen. Jack Keane-美國陸軍退役的四星將軍和前副參謀長
- Martin T. McMahon - 美國陸軍少將，美國榮譽勳章獲得者，美國巴拉圭大使，紐約州參議員，紐約州議會議員
- William R. Meagher - 美国著名律师事务所世达律师事务所（Skadden, Arps, Slate, Meagher & Flom）创始合伙人之一。

### 财经
- E. Gerald Corrigan - 美联储纽约分行第七任行长(1985-1993)，巴塞尔银行监理委员会主席(1991-1993)，中国银监会国际咨询委员会委员。福特汉姆大学经济学博士(1971年)。
- Mario GabellI - GSB ‘65, GAMCO Investor 的創始人，董事長，CEO
- Joe Moglia - 多倫多道明銀行 Toronto-Dominion Bank 北美第六大銀行 TD Ameritrade Holding Corporation董事長兼前首席執行官
- 胡舒立 - 北大国际EMBA校友，财新传媒总发行人兼总编辑、中山大学传播与设计学院院长，前《财经》杂志主编。
- Karl Kilb - 彭博社法律总监(General Counsel)
- Patricia David - 摩根大通董事總經理兼全球負責人
- Ludwig D’Angelo - 執行主任 - 摩根大通 ，CCB Technology Production Management
- Kathleen Brown - 高盛 顧問，高盛公共財經（西部地區）負責人

### 学界
- William J. McGill - 哥倫比亞大學校長
- Dennis Di Lorenzo - 紐約大學專業研究School of Professional Studies學院院長
- John Sexton - 纽约大学(NYU)第十五任校长(2002- )，曾任纽约大学法学院院长(1988-2002)，美联储纽约分行董事会主席(2003-2007)。获福特汉姆大学学士(1963)、硕士(1965)、博士(1978)学位。
- George Casella-(1952-2012-06-18)，佛罗里达大学统计系著名教授。
- 王巍 - 长江商学院金融学教授，福特汉姆大学经济学博士(1992年)。

### 藝術,演藝跟體育
- Denzel Washington (丹泽尔·华盛顿, 1954- ) - 畢業於福特汉姆,美国著名影星，凭《训练日》中的演出获2002年奥斯卡最佳男主角奖。1977年获福特汉姆大学戏剧与传媒学学士。
- Alan Alda - 美國演員，導演，編劇和作者。曾七次獲得艾美獎和金球獎得主
- Don DeLillo - 國家圖書獎和筆/福克納獎獲獎作者
- Mike Breen- 美國廣播公司的NBA美國體育評論員，也是MSG網絡上紐約尼克斯隊比賽的首席播音員。
- Vin Scully- 艾美獎獲獎播報員 洛杉磯道奇隊運動員;棒球名人堂;無線電名人堂
- Chris Cuomo- CNN主播克里斯古莫
- Loretta Tofani-普利策獎得主記者
- Alice Smith- 格萊美獎提名歌手
- Tom Courtney - 在1956年夏季奧運會上獲得兩枚金牌，在880碼比賽創造了世界紀錄
- Robert Sean Leonard- 金球獎獲獎電視節目演員
- Chrissy Costanza (克莉希·寇斯坦薩, 1995- ) - 畢業於福特汉姆,美國著名網絡歌手,在2011年加入 Against The Current(ATC)。2012年在YouTube大受好評。
- Charles Osgood - 三次艾美獎和兩次Peabody獲獎記者
- Mary Higgins Clark- 國際和紐約時報暢銷作家超過50個懸念小說，40多年的懸疑小說女王
- Patricia Clarkson - 提名奧斯卡最佳女配角獎和金球獎
- Taylor Schilling- Netflix原創喜劇劇集“橙色是新黑”（2013年至今）的角色扮演Piper Chapman
- Olivia Nuzzi - 政治記者，擔任紐約雜誌的華盛頓記者。
- Amanda Randolph Hearst- 阿曼達·藍道夫·赫茲 美國社交名媛、威廉·藍道夫·赫茲的媒體企業集團赫茲國際集團的繼承人《美麗佳人》的副市場編輯
- Archduchess Charlotte of Austria- 奧地利皇帝查理一世的女兒
- Jazmin Grace Grimaldi 摩納哥王子阿爾貝二世和塔瑪拉羅托洛的女兒

知名校友:
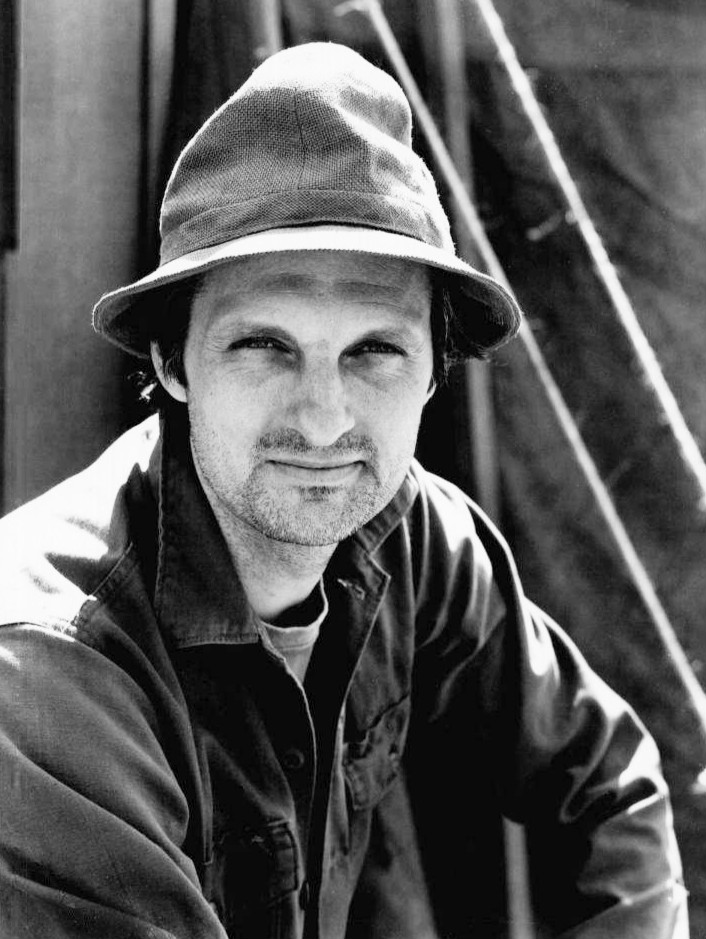
Alan Alda, 艾美獎 and 全球獎-提名演員
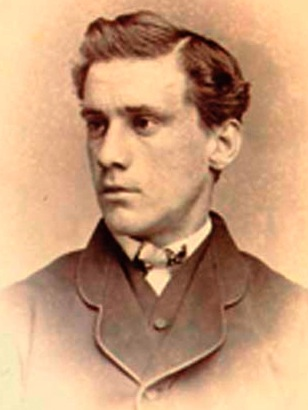
Steve Bellán,第一古巴人和第一拉丁美洲人打大聯盟棒球
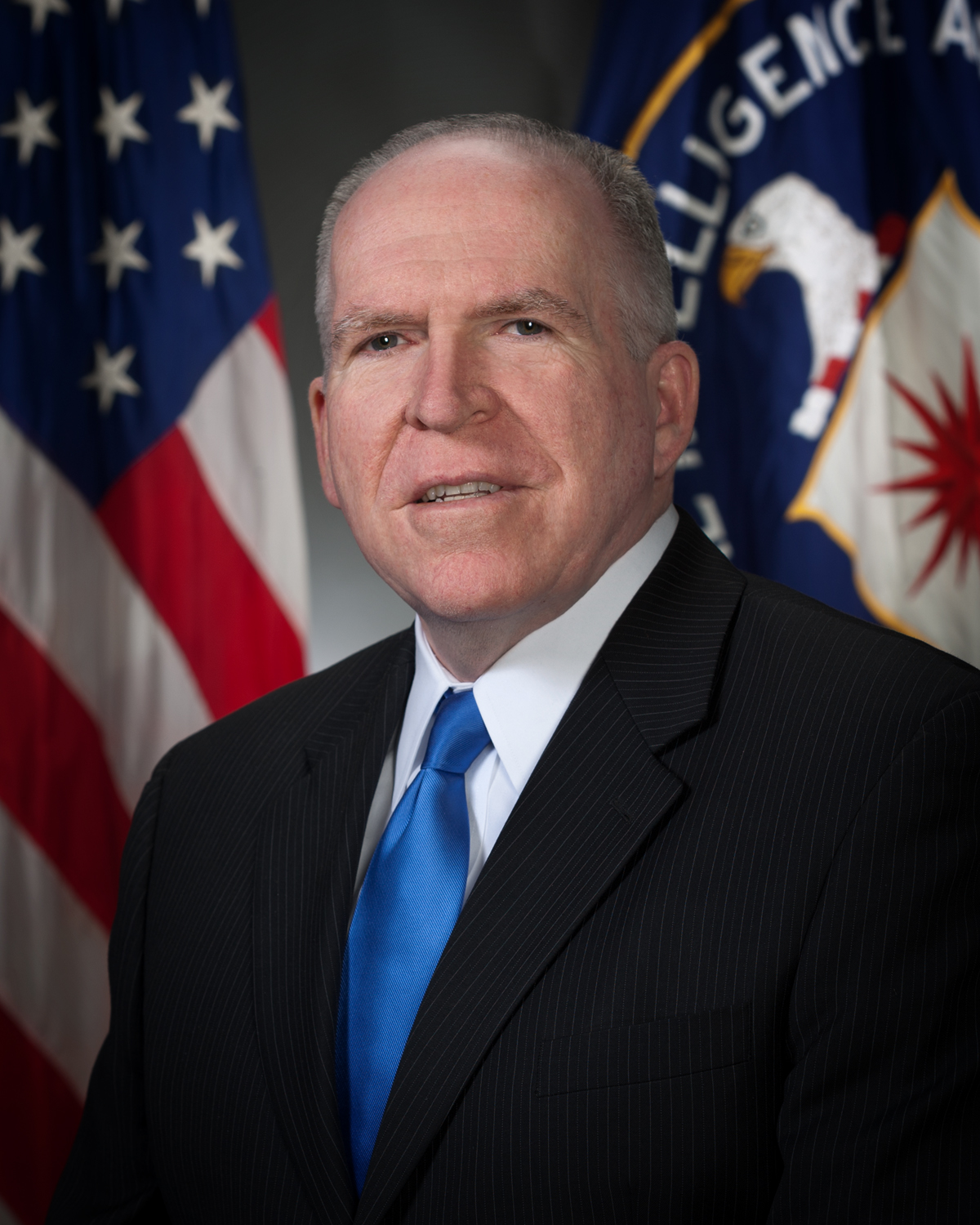
John O. Brennan, 中央情報局局長
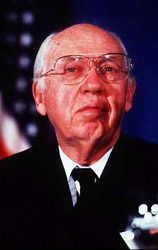
William J. Casey, 中央情報局局長
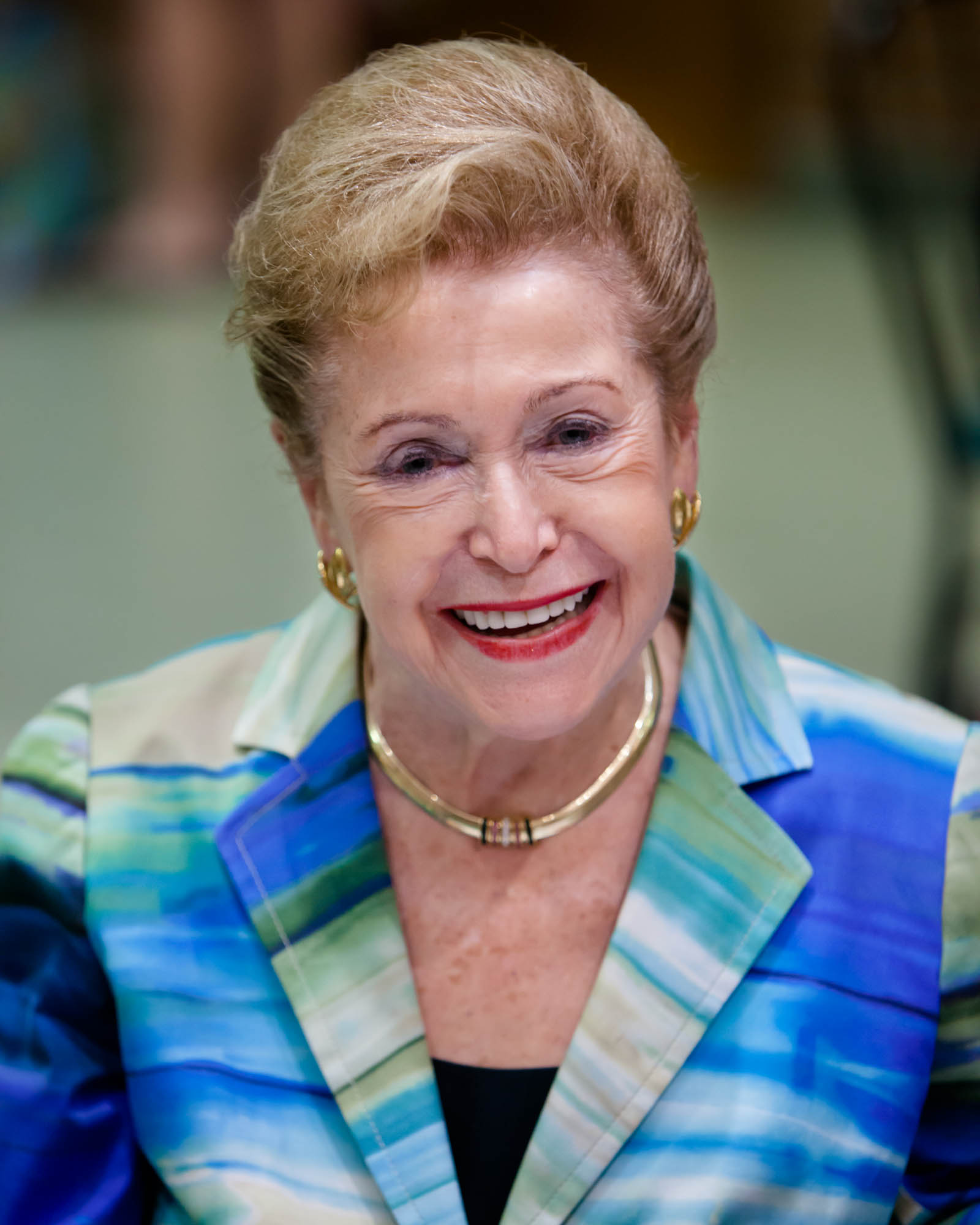
Mary Higgins Clark, 小說家
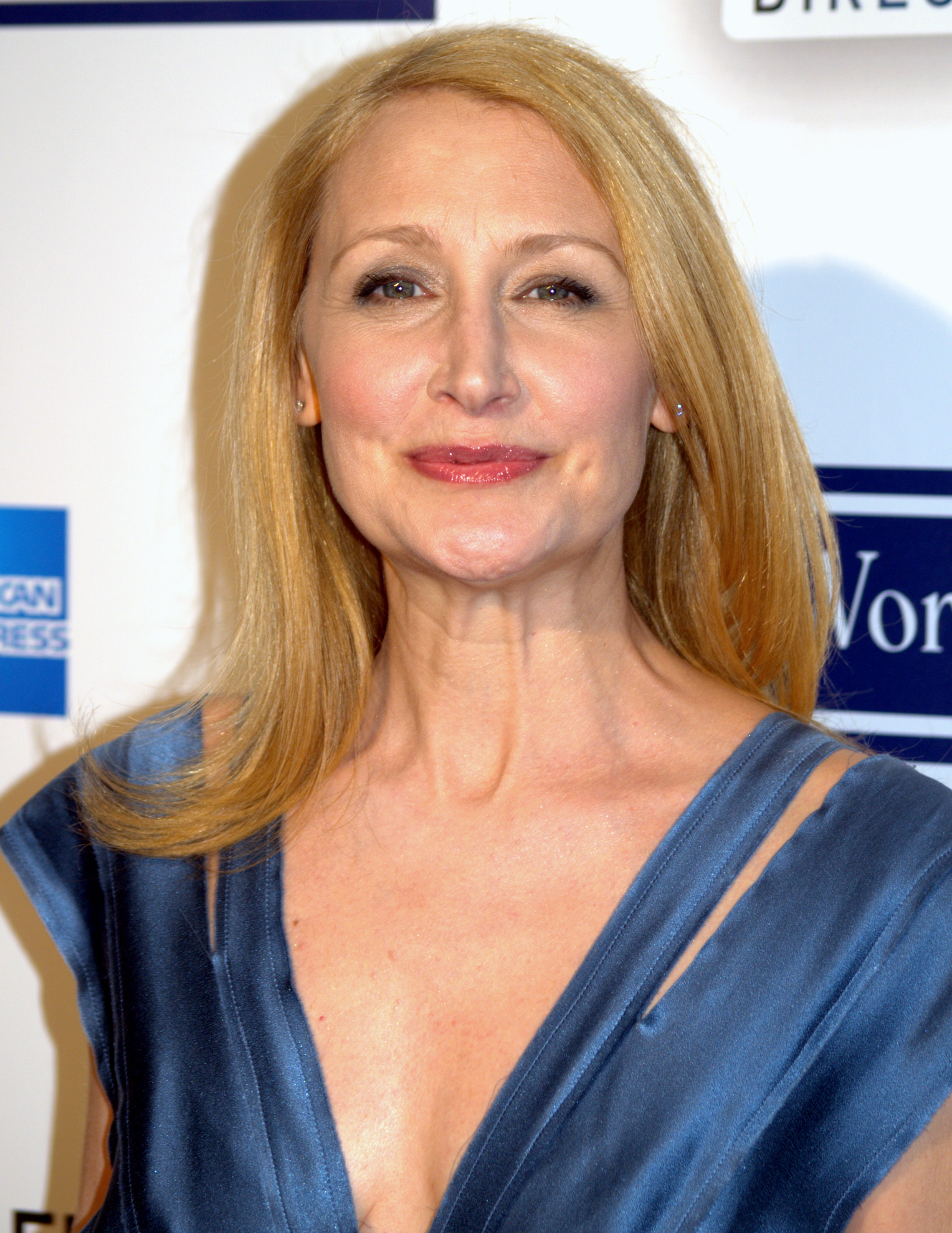
Patricia Clarkson, 奧斯卡金像獎-提名演員
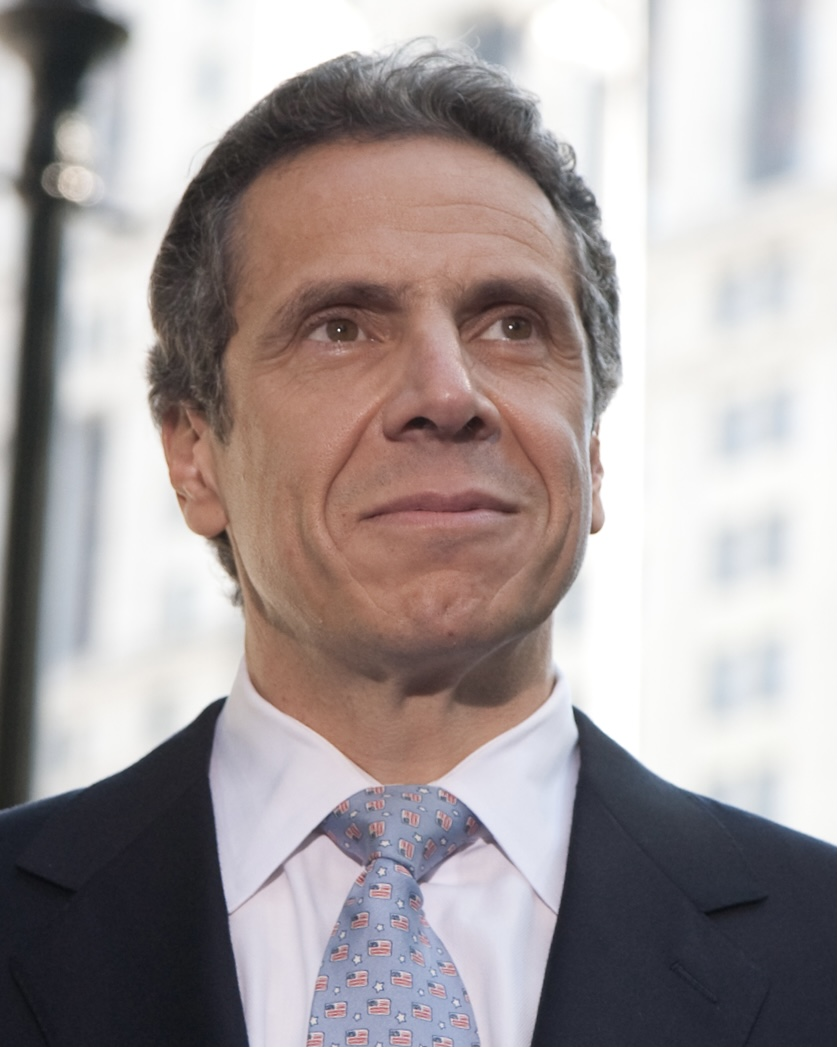
Andrew Cuomo, 56th 紐約州州長
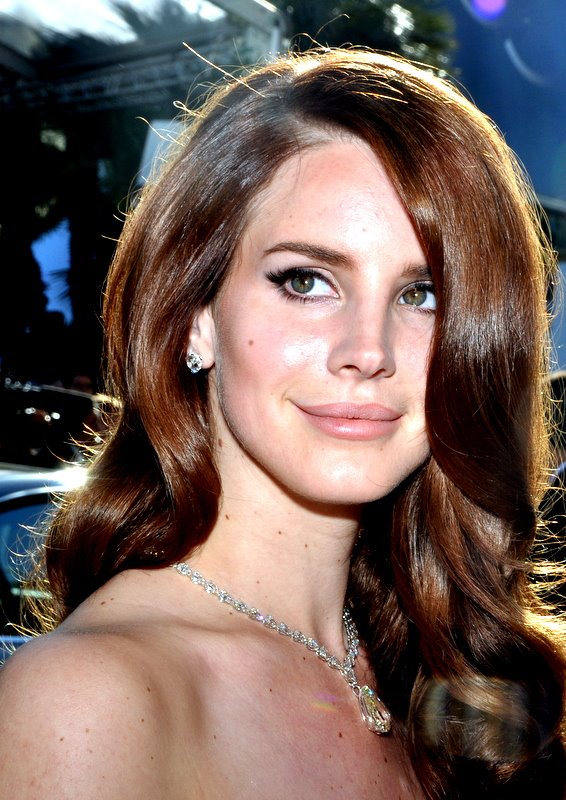
Lana Del Rey, 創作歌手
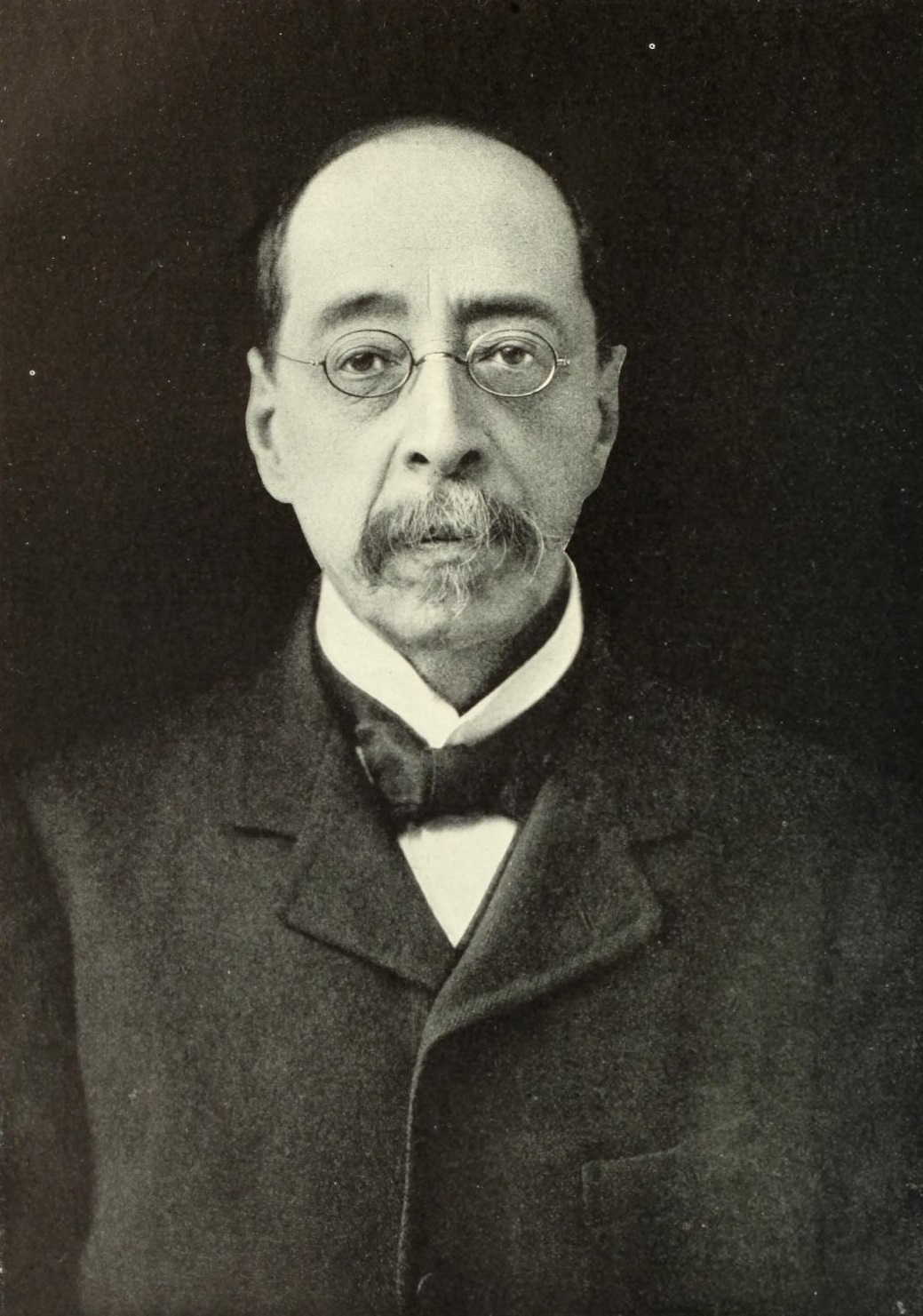
John La Farge, 視覺藝術家
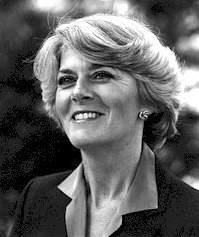
Geraldine Ferraro, 美國眾議院成員
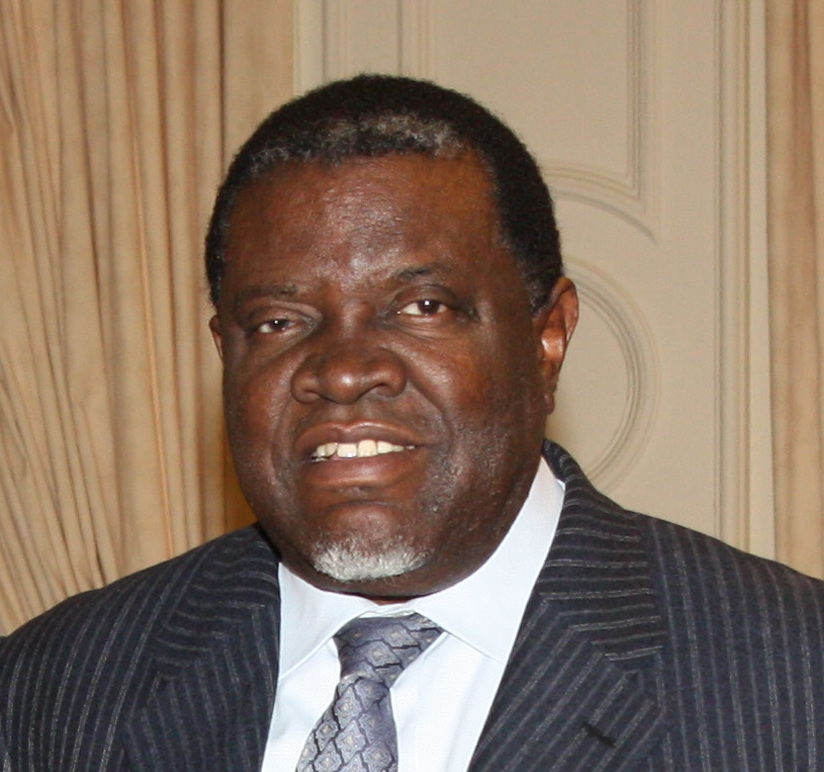
Hage Geingob, 納米比亞總統
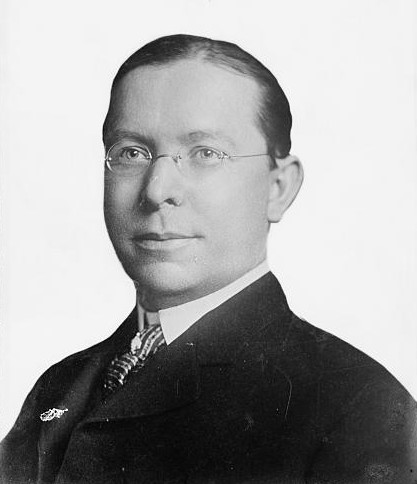
Martin H. Glynn, 40th 紐約州州長
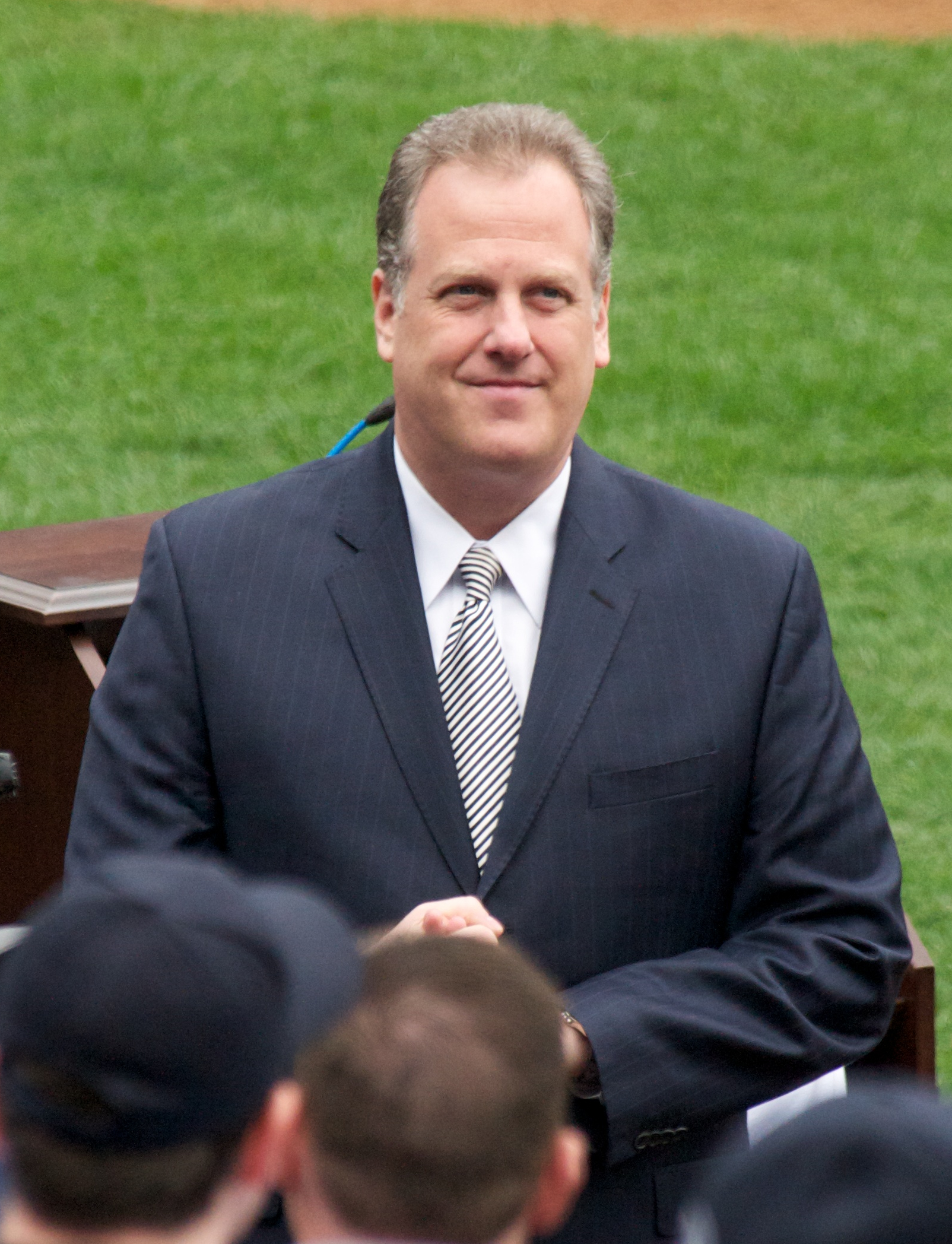
Michael Kay, 紐約洋基隊體育廣播員
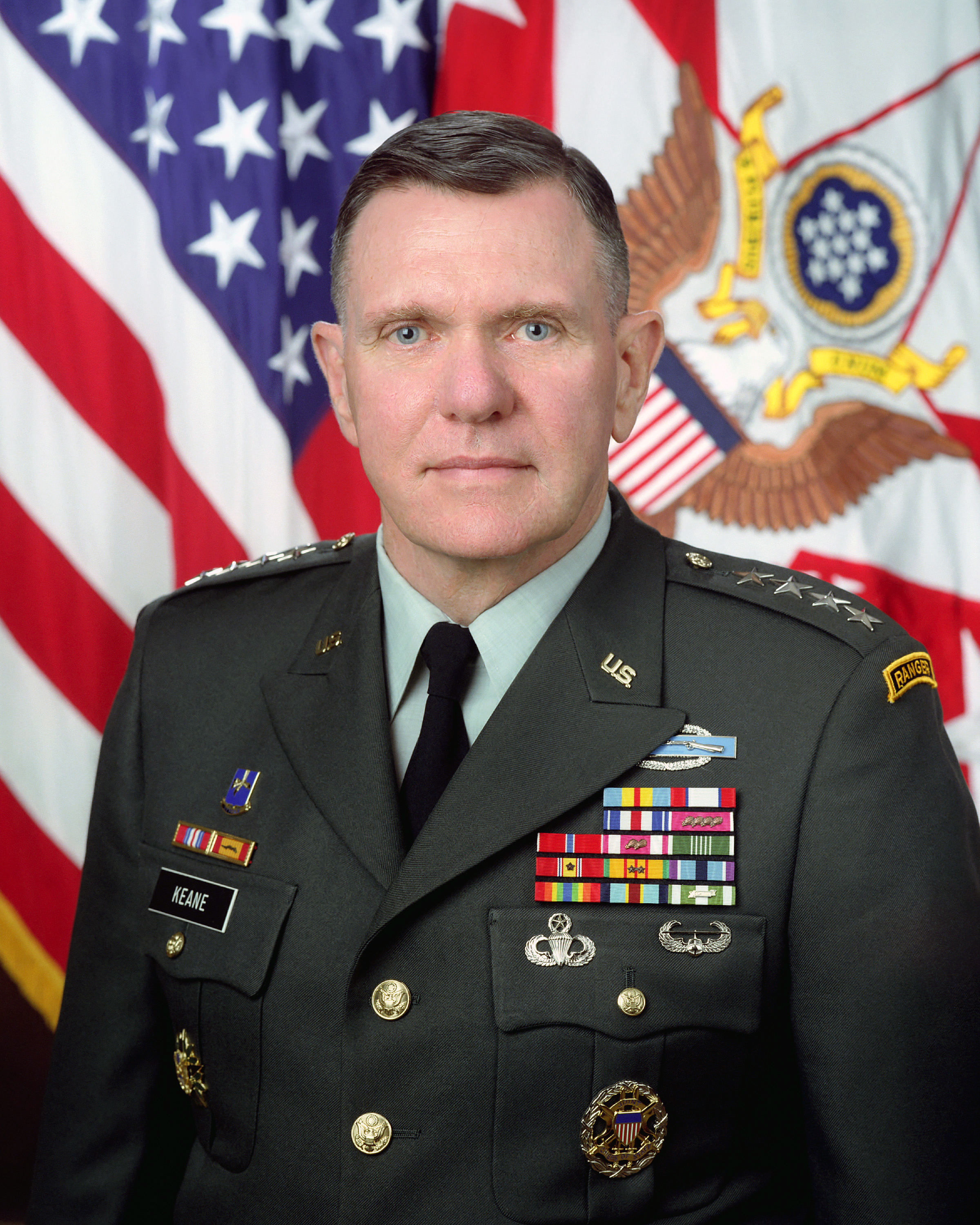
Jack Keane, 美國陸軍副參謀長
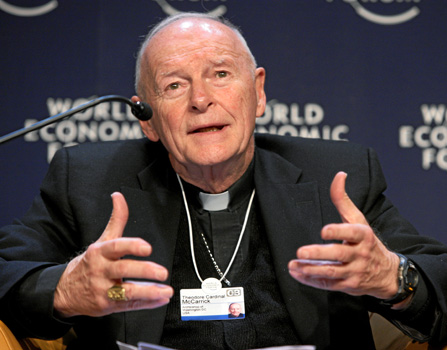
世界經濟論壇成員
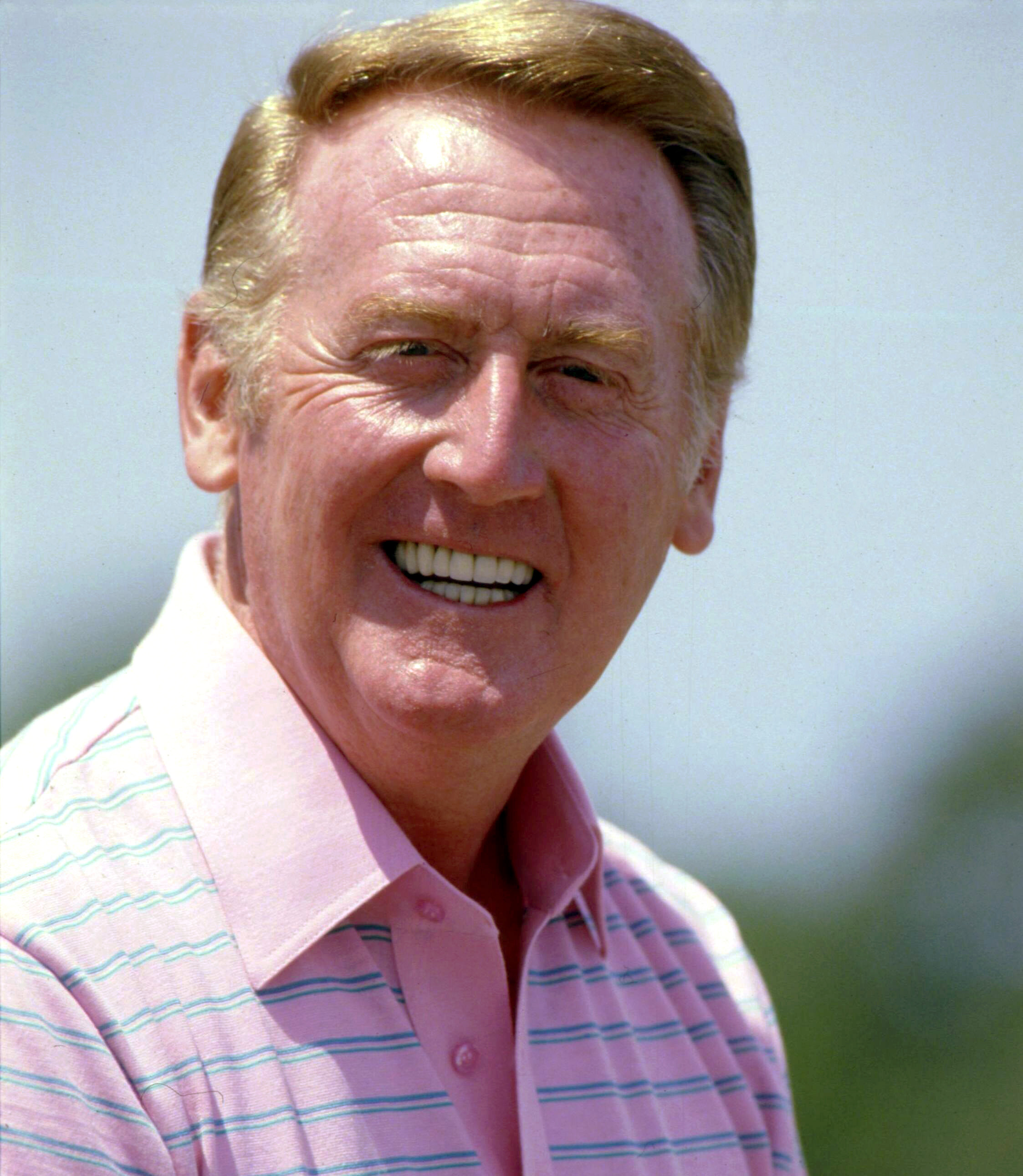
Vin Scully, 體育播報員
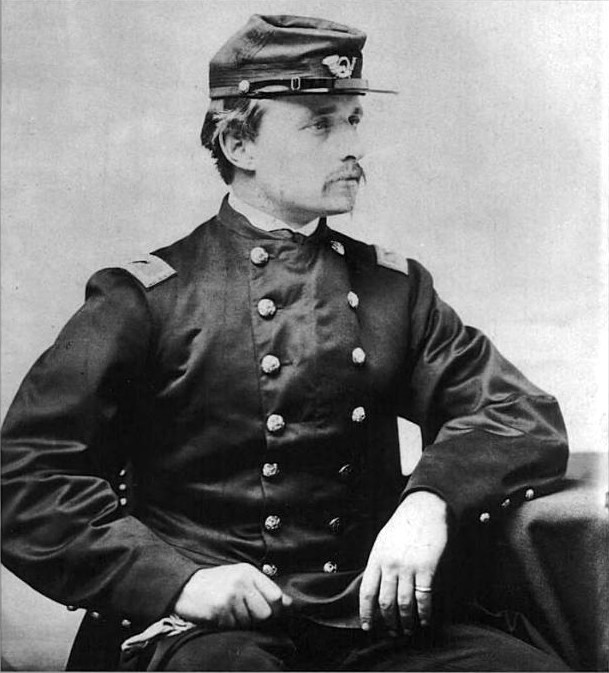
Robert Gould Shaw, 美國內戰中的第54馬薩諸塞步兵團指揮官
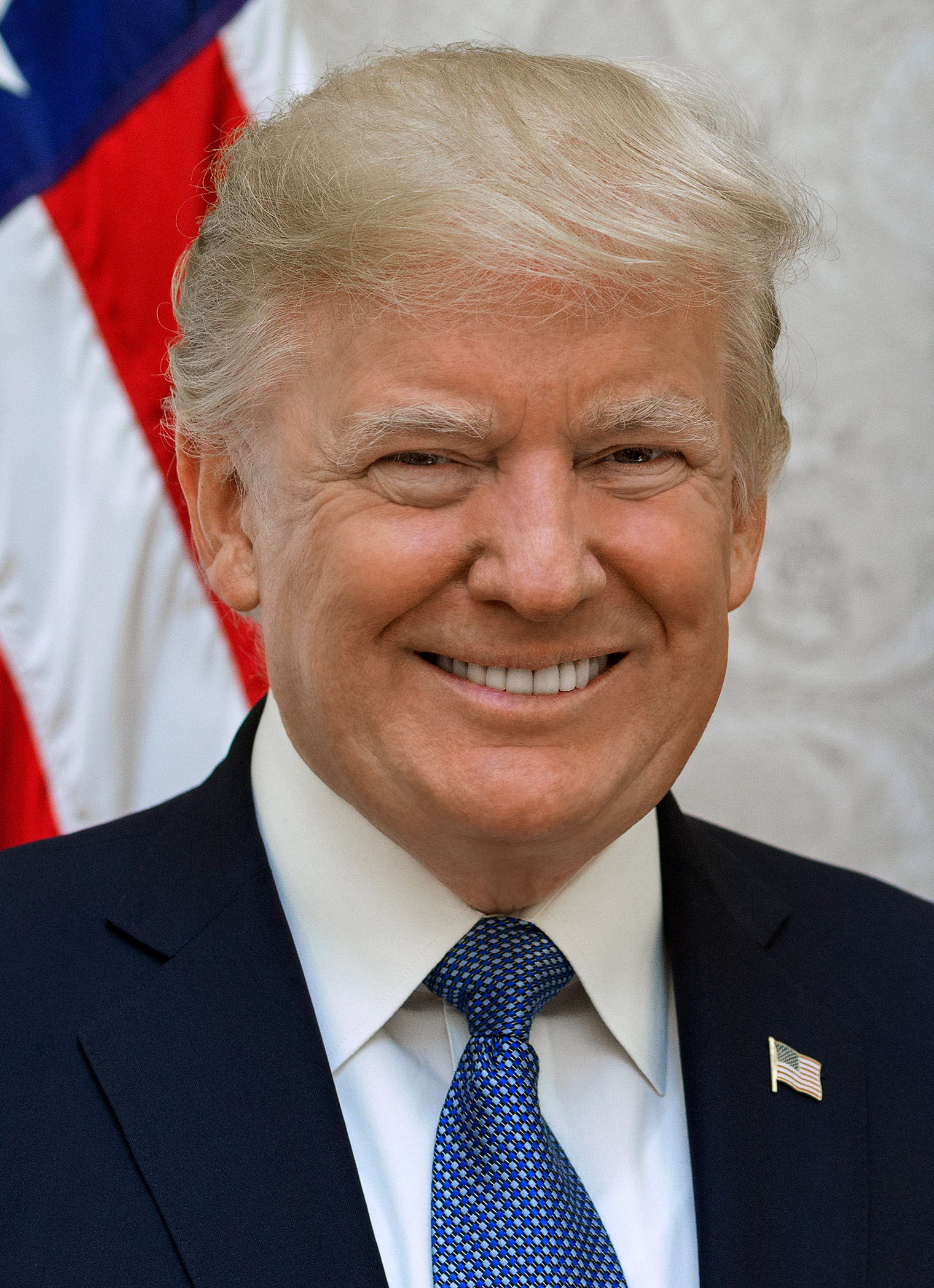
Donald Trump, 美國總統，出席了2年，畢業於沃頓商學院
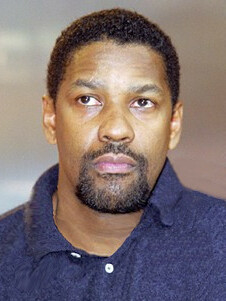
Denzel Washington,奧斯卡獲獎演員